# Musikjahr 2012
Liste der Musikjahre

◄◄ | ◄ | 2008 | 2009 | 2010 | 2011 | Musikjahr 2012 | 2013 | 2014 | 2015 | 2016 | ► | ►►

Weitere Ereignisse · Country-Musik
Dieser Artikel behandelt das Musikjahr 2012.
Zu den prominentesten Todesfällen in der Musikbranche zählten die der früheren Popstars Whitney Houston und Robin Gibb. Der Sommer des Jahres stand in Deutschland im Zeichen der Fußball-EM, was sich auch in den Charts widerspiegelte, denn Die Toten Hosen, die mit Tage wie diese den Fußballhit des Jahres veröffentlichten, waren 2012 für das erfolgreichste Album und die zweiterfolgreichste Single verantwortlich. International war Adele sehr dominierend, sie gewann den Grammy für die beste Single und für das beste Album. Den Eurovision Song Contest gewann Loreen aus Schweden.

## Ereignisse

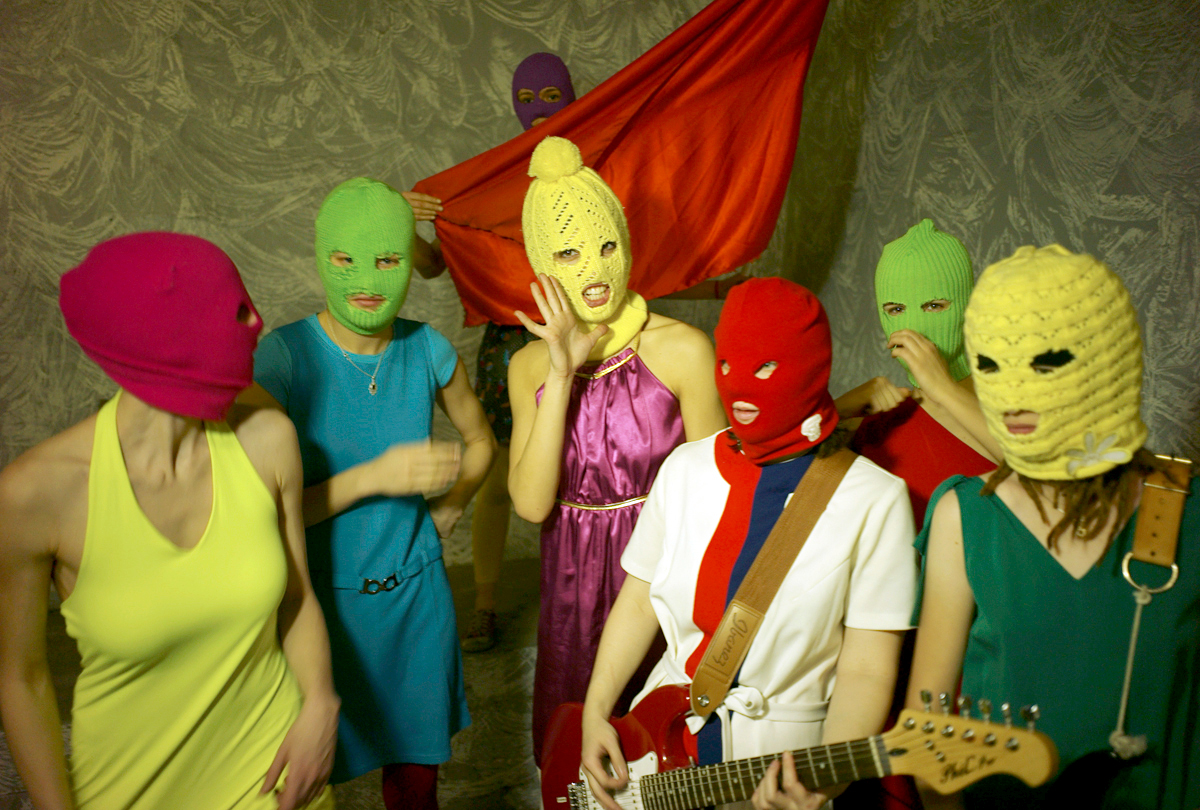
Pussy Riot (2012)

### Populäre Musik und Jazz
- 17. August: Wegen „Rowdytums aus religiösem Hass“ werden drei Mitglieder der Punk-Band Pussy Riot vor einem Moskauer Gericht zu Haftstrafen verurteilt.
- Das Festival Ruhr International findet erstmals in und an der Jahrhunderthalle in Bochum statt.

### Klassische Musik und Musiktheater
- Die Cloud Atlas Symphony von Gene Pritsker wird beim Impuls Festival in Halle unter der Leitung von Kristjan Järvi uraufgeführt.

### Film
- So – The Definitive Authorised Story of the Album – Dokumentarfilm von George Scott über So, das fünfte reguläre Solo-Studioalbum und das siebte Album insgesamt des englischen Singer-Songwriters und Rock-Musikers Peter Gabriel

### Musikindustrie
- 20. April: Das Landgericht Hamburg entscheidet, dass das Internetportal YouTube keine Videos zu Musiktiteln mehr bereitstellen darf, an denen die GEMA urheberrechtliche Nutzungsrechte geltend gemacht hat.
- 28. November: Die Beta-Version der Deutschen Digitalen Bibliothek, in der Kopien von Büchern, Werken der bildenden Kunst, Noten, Musik und Filmen allen Bürgern angeboten werden, wird für die Allgemeinheit freigeschaltet.

## Musikcharts

### Deutschland
| Singles | Position | Alben                                                       |
| --- | -------- | ----------------------------------------------------------- |
| |          |                                                             |
| Ai Se Eu Te Pego! Michel Teló | 1        | Ballast der Republik Die Toten Hosen                        |
| Tage wie diese Die Toten Hosen | 2        | Lichter der Stadt Unheilig                                  |
| I Follow Rivers Lykke Li | 3        | 21 Adele                                                    |
| Somebody That I Used to Know Gotye feat. Kimbra | 4        | Born to Die Lana Del Rey                                    |
| One Day / Reckoning Song (Wankelmut RMX) Musik: Asaf Avidan, Hadas Kleinman, Ran Nir, Roi Peled, Jonathan Yoni Joni Sheleg, Ori Winkur; Text: Asaf Avidan | 5        | Danke fürs Zuhören – Liedersammlung 1998–2012 Xavier Naidoo |
| Call Me Maybe Carly Rae Jepsen | 6        | Bis ans Ende der Welt Santiano                              |
| Diamonds Rihanna | 7        | MTV Unplugged – Live aus dem Hotel Atlantic Udo Lindenberg  |
| Gangnam Style Psy | 8        | auch Die Ärzte                                              |
| Euphoria Loreen | 9        | Raop Cro                                                    |
| Heart Skips a Beat Olly Murs feat. Rizzle Kicks | 10       | Living Things Linkin Park                                   |

Die längsten Nummer-eins-Singles

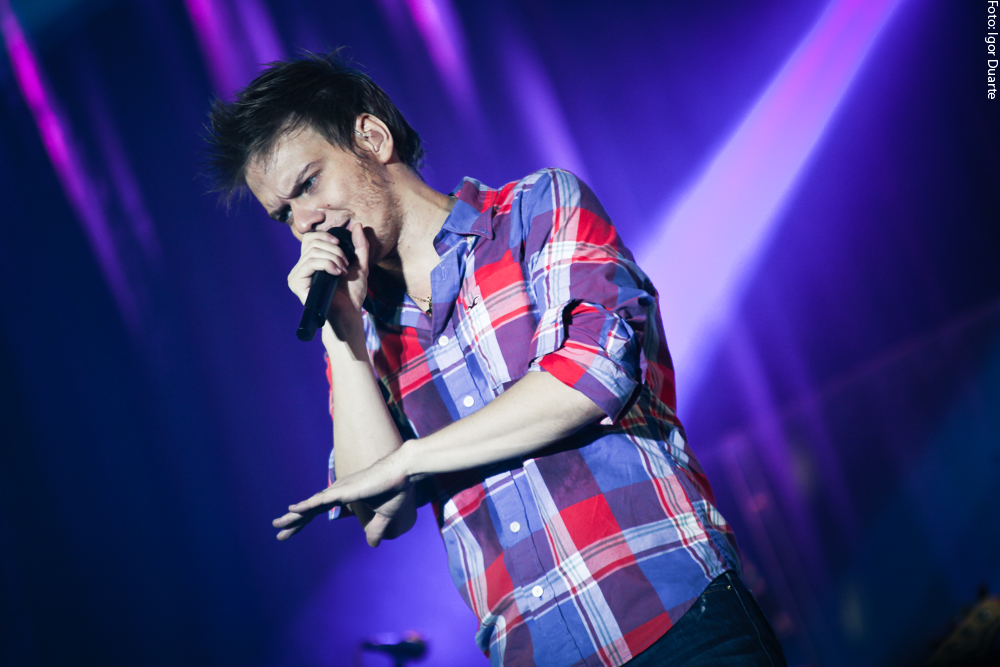
Michel Teló, 2012

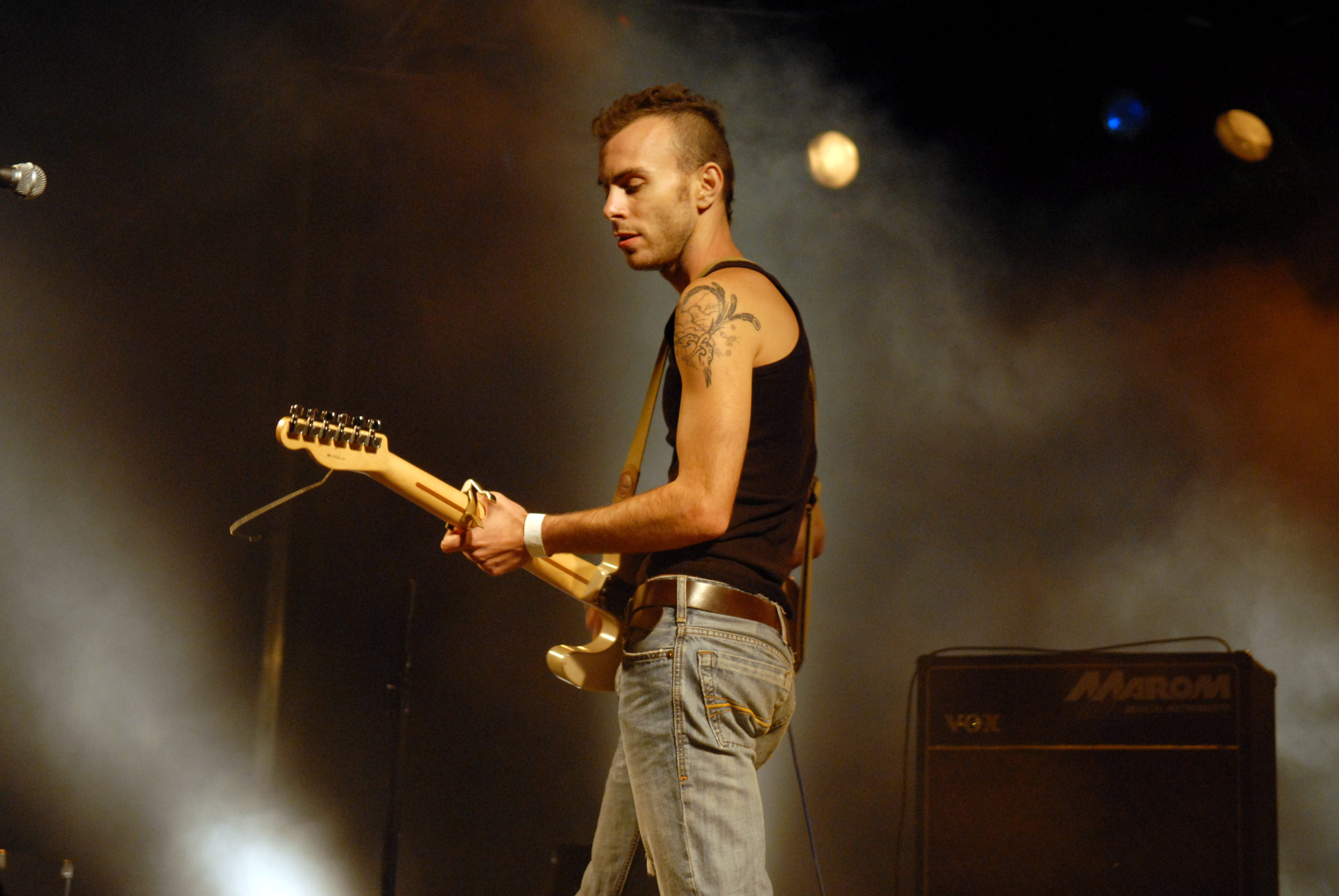
Asaf Avidan, 2011

Lieder, die die meiste Zeit während eines anderen Jahres auf Platz 1 der Charts verbrachten, werden hier nicht aufgeführt.
1. Michel Teló – Ai Se Eu Te Pego! (10 Wochen)
2. Asaf Avidan & the Mojos – One Day / Reckoning Song (Wankelmut Remix) (7 Wochen)
3. Die Toten Hosen – Tage wie diese; Lykke Li – I Follow Rivers (The Magician Remix); Gotye feat. Kimbra – Somebody That I Used to Know (jeweils 5 Wochen)

Die längsten Nummer-eins-Alben
Alben, die die meiste Zeit während eines anderen Jahres auf Platz 1 der Charts verbrachten, werden hier nicht aufgeführt.
1. Udo Lindenberg – MTV Unplugged – Live aus dem Hotel Atlantic; Adele – 21 (jeweils 8 Wochen)
2. Die Toten Hosen – Ballast der Republik (6 Wochen)
3. Unheilig – Lichter der Stadt; Cro – Raop (jeweils 5 Wochen)

Alle Nummer-eins-Hits und die Hits des Jahres

### Österreich
| Singles                                                            | Position | Alben                                                       |
| ------------------------------------------------------------------ | -------- | ----------------------------------------------------------- |
|                                                                    |          |                                                             |
| Ai Se Eu Te Pego! Michel Teló                                      | 1        | 21 Adele                                                    |
| Somebody That I Used to Know Gotye feat. Kimbra                    | 2        | Lichter der Stadt Unheilig                                  |
| Ma chérie DJ Antoine                                               | 3        | Herzwerk Andreas Gabalier                                   |
| Back in Time Pitbull                                               | 4        | Volks-Rock’n’Roller Andreas Gabalier                        |
| One Day / Reckoning Song (Wankelmut Remix) Asaf Avidan & the Mojos | 5        | Ballast der Republik Die Toten Hosen                        |
| Call Me Maybe Carly Rae Jepsen                                     | 6        | Born to Die Lana Del Rey                                    |
| Euphoria Loreen                                                    | 7        | Wahnsinnsflug auf Wolke 7 Nockalm Quintett                  |
| We Are Young Fun feat. Janelle Monáe                               | 8        | EntwederUndOder Hubert von Goisern                          |
| She Doesn’t Mind Sean Paul                                         | 9        | Nothing but the Beat 2.0 David Guetta                       |
| Tage wie diese Die Toten Hosen                                     | 10       | Neujahrskonzert 2011 Wiener Philharmoniker / Mariss Jansons |

Die längsten Nummer-eins-Singles
Lieder, die die meiste Zeit während eines anderen Jahres auf Platz 1 der Charts verbrachten, werden hier nicht aufgeführt.
1. Michel Teló – Ai Se Eu Te Pego! (8 Wochen)
2. Taio Cruz feat. Flo Rida – Hangover; Asaf Avidan & the Mojos – One Day / Reckoning Song (Wankelmut Remix) (jeweils 6 Wochen)
3. Tacabro – Tacatá (5 Wochen)

Die längsten Nummer-eins-Alben
Alben, die die meiste Zeit während eines anderen Jahres auf Platz 1 der Charts verbrachten, werden hier nicht aufgeführt.
1. Michael Bublé – Christmas (7 Wochen)
2. Unheilig – Lichter der Stadt (4 Wochen)
3. Wiener Philharmoniker / Mariss Jansons – Neujahrskonzert 2011; Cro – Raop; Die Amigos – Bis ans Ende der Zeit (jeweils 3 Wochen)

Alle Nummer-eins-Hits und die Hits des Jahres

### Schweiz
| Singles                                                            | Position | Alben                                                       |
| ------------------------------------------------------------------ | -------- | ----------------------------------------------------------- |
|                                                                    |          |                                                             |
| Ai Se Eu Te Pego! Michel Teló                                      | 1        | 21 Adele                                                    |
| Somebody That I Used to Know Gotye feat. Kimbra                    | 2        | Born to Die Lana Del Rey                                    |
| Ma chérie DJ Antoine feat. The Beat Shakers                        | 3        | Lichter der Stadt Unheilig                                  |
| One Day / Reckoning Song (Wankelmut Remix) Asaf Avidan & the Mojos | 4        | Ballast der Republik Die Toten Hosen                        |
| Call Me Maybe Carly Rae Jepsen                                     | 5        | Ängu u Dämone I Gölä                                        |
| Balada Gusttavo Lima                                               | 6        | The 2nd Law Muse                                            |
| Whistle Flo Rida                                                   | 7        | Danke fürs Zuhören – Liedersammlung 1998–2012 Xavier Naidoo |
| She Doesn’t Mind Sean Paul                                         | 8        | Life in a Beautiful Light Amy Macdonald                     |
| I Follow Rivers Lykke Li                                           | 9        | The Truth About Love Pink                                   |
| Gangnam Style Psy                                                  | 10       | Göteborg Züri West                                          |

Die längsten Nummer-eins-Singles
Lieder, die die meiste Zeit während eines anderen Jahres auf Platz 1 der Charts verbrachten, werden hier nicht aufgeführt.
1. Michel Teló – Ai Se Eu Te Pego! (11 Wochen)
2. Asaf Avidan & the Mojos – One Day / Reckoning Song (Wankelmut Remix) (7 Wochen)
3. Rihanna – Diamonds (6 Wochen)

Die längsten Nummer-eins-Alben
Alben, die die meiste Zeit während eines anderen Jahres auf Platz 1 der Charts verbrachten, werden hier nicht aufgeführt.
1. Michael Bublé – Christmas (7 Wochen)
2. Unheilig – Lichter der Stadt (4 Wochen)
3. Xavier Naidoo – Danke fürs Zuhören – Liedersammlung 1998–2012; Züri West – Göteborg; Rihanna – Unapologetic (jeweils 3 Wochen)

Alle Nummer-eins-Hits und die Hits des Jahres

### Vereinigtes Königreich
| Singles                                         | Position | Alben                             |
| ----------------------------------------------- | -------- | --------------------------------- |
|                                                 |          |                                   |
| Somebody That I Used to Know Gotye feat. Kimbra | 1        | Our Version of Events Emeli Sandé |
| Call Me Maybe Carly Rae Jepsen                  | 2        | 21 Adele                          |
| We Are Young Fun feat. Janelle Monáe            | 3        | + Ed Sheeran                      |
| Titanium David Guetta feat. Sia                 | 4        | Born to Die Lana Del Rey          |
| Impossible James Arthur                         | 5        | Take Me Home One Direction        |
| Gangnam Style Psy                               | 6        | Babel Mumford & Sons              |
| Starships Nicki Minaj                           | 7        | Right Place, Right Time Olly Murs |
| Domino Jessie J                                 | 8        | Christmas Michael Bublé           |
| Payphone Maroon 5 feat. Wiz Khalifa             | 9        | Mylo Xyloto Coldplay              |
| Wild Ones Flo Rida feat. Sia                    | 10       | Unapologetic Rihanna              |

Die längsten Nummer-eins-Singles
Lieder, die die meiste Zeit während eines anderen Jahres auf Platz 1 der Charts verbrachten, werden hier nicht aufgeführt.
1. Gotye feat. Kimbra – Somebody That I Used to Know (5 Wochen)
2. Carly Rae Jepsen – Call Me Maybe (4 Wochen)
3. Florence + the Machine – Spectrum (Say My Name); James Arthur – Impossible (jeweils 3 Wochen)

Die längsten Nummer-eins-Alben
Alben, die die meiste Zeit während eines anderen Jahres auf Platz 1 der Charts verbrachten, werden hier nicht aufgeführt.
1. Emeli Sandé – Our Version of Events (6 Wochen)
2. Adele – 21 (5 Wochen)
3. Ed Sheeran – +; Gary Barlow & The Commonwealth Band – Sing; Mumford & Sons – Babel (jeweils 3 Wochen)

Alle Nummer-eins-Hits und die Hits des Jahres

### Vereinigte Staaten
| Singles                                         | Position | Alben                           |
| ----------------------------------------------- | -------- | ------------------------------- |
|                                                 |          |                                 |
| Somebody That I Used to Know Gotye feat. Kimbra | 1        | 21 Adele                        |
| Call Me Maybe Carly Rae Jepsen                  | 2        | Christmas Michael Bublé         |
| We Are Young Fun feat. Janelle Monáe            | 3        | Take Care Drake                 |
| Lights Ellie Goulding                           | 4        | Red Taylor Swift                |
| Payphone Maroon 5 feat. Wiz Khalifa             | 5        | Up All Night One Direction      |
| Glad You Came The Wanted                        | 6        | Tailgates & Tanlines Luke Bryan |
| Stronger (What Doesn’t Kill You) Kelly Clarkson | 7        | Babel Mumford & Sons            |
| We Found Love Rihanna feat. Calvin Harris       | 8        | Talk That Talk Rihanna          |
| Starships Nicki Minaj                           | 9        | Tuskegee Lionel Richie          |
| What Makes You Beautiful One Direction          | 10       | El Camino The Black Keys        |

Die längsten Nummer-eins-Singles
Lieder, die die meiste Zeit während eines anderen Jahres auf Platz 1 der Charts verbrachten, werden hier nicht aufgeführt.
1. Carly Rae Jepsen – Call Me Maybe; Maroon 5 – One More Night (jeweils 9 Wochen)
2. Gotye feat. Kimbra – Somebody That I Used to Know (8 Wochen)
3. Fun feat. Janelle Monáe – We Are Young (6 Wochen)

Die längsten Nummer-eins-Alben
Alben, die die meiste Zeit während eines anderen Jahres auf Platz 1 der Charts verbrachten, werden hier nicht aufgeführt.
1. Adele – 21 (11 Wochen)
2. Taylor Swift – Red (4 Wochen)
3. Mumford & Sons – Babel (3 Wochen)

Alle Nummer-eins-Hits und die Hits des Jahres

### Charts in weiteren Ländern
Siehe auch: Nummer-eins-Hits 2012 in Argentinien,  Australien, Belgien, Bulgarien, Dänemark, Deutschland, Finnland, Frankreich, Griechenland, Irland, Italien, Japan, Kanada, Mexiko, Neuseeland, den Niederlanden, Norwegen, Österreich, Polen, Portugal, Schweden, der Schweiz, Slowakei, Spanien, Südkorea, Tschechien, Ungarn, den Vereinigten Staaten und im Vereinigten Königreich.

## Musikpreise und Ehrungen

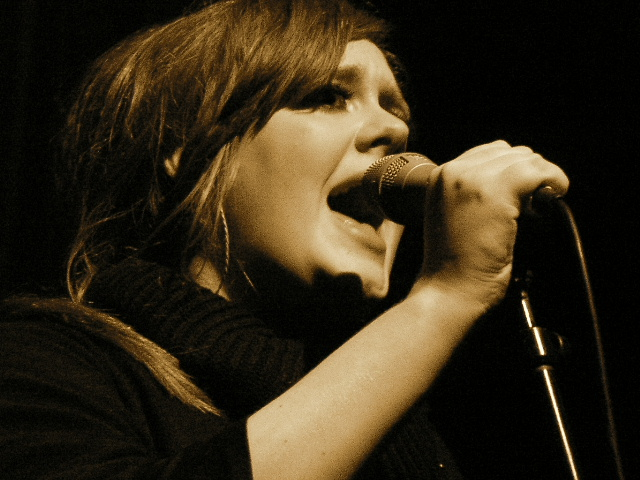
Adele, 2009

### Grammy Awards 2012
- Single des Jahres: Rolling in the Deep von Adele
- Album des Jahres: 21 von Adele
- Song des Jahres: Rolling in the Deep von Adele
- Bester neuer Künstler: Bon Iver

### Echo 2012
- Künstler National Rock/Pop: Udo Lindenberg – MTV Unplugged – Live aus dem Hotel Atlantic
- Künstler International Rock/Pop: Bruno Mars – Doo-Wops & Hooligans
- Künstlerin National Rock/Pop: Ina Müller – Das wär dein Lied gewesen
- Künstlerin International Rock/Pop: Adele – 21
- Gruppe National Rock/Pop: Rosenstolz – Wir sind am Leben
- Gruppe National Rock/Pop: Coldplay – Mylo Xyloto
- Hit des Jahres (national oder international): Gotye feat. Kimbra – Somebody That I Used to Know
- Album des Jahres (national oder international): Adele – 21

### Oscar 2012
- Beste Filmmusik: Ludovic Bource – The Artist
- Bester Filmsong: Bret McKenzie – Man or Muppet aus Die Muppets (The Muppets)

### Polar Music Prize
- Paul Simon und Yo-Yo Ma

### Musikwettbewerbe und Castingshows
Eurovision Song Contest
1. Loreen: Euphoria

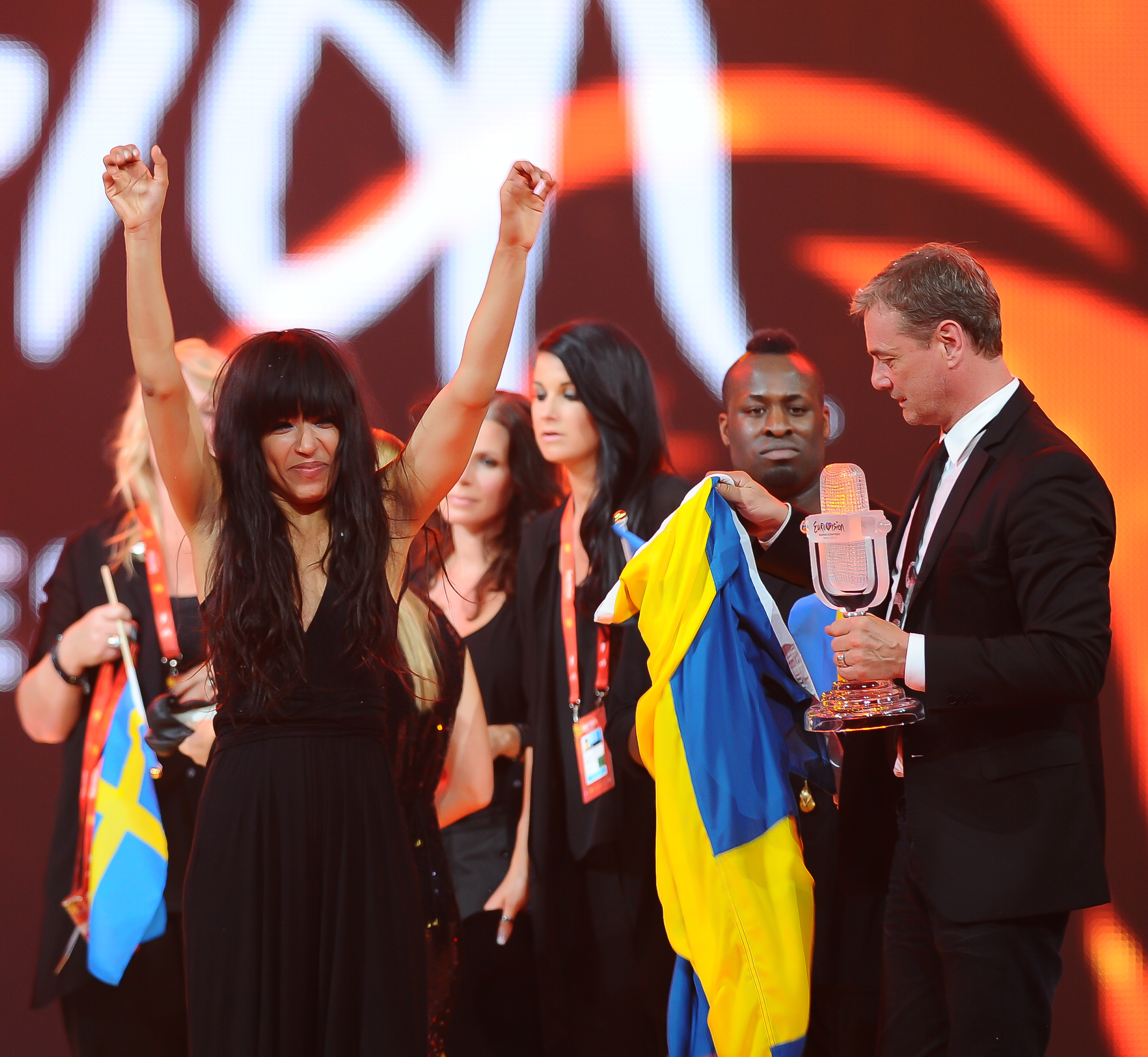
Loreen nach ihrem Sieg beim Eurovision Song Contest 2012

2. Željko Joksimović: Nije ljubav stvar
3. Donny Montell: Love Is Blind
4. Ott Lepland: Kuula
5. Can Bonomo: Love Me Back

Bundesvision Song Contest
1. Xavas: Schau nicht mehr zurück
2. Laing: Morgens immer müde
3. Ich Kann Fliegen: Mich kann nur Liebe retten
4. Luxuslärm: Liebt sie dich wie ich?
5. Die Orsons feat. Cro: Horst & Monika

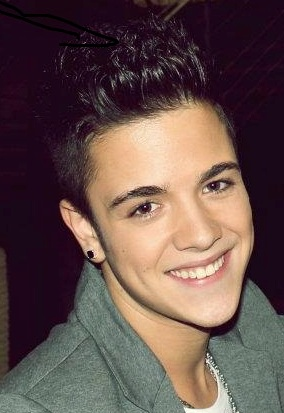
Luca Hänni, der Sieger der neunten Staffel von DSDS

Deutschland sucht den Superstar
1. Luca Hänni
2. Daniele Negroni
3. Jesse Ritch

The Voice of Germany
1. Nick Howard – Unbreakable
2. Isabell Schmidt – Heimweh
3. Michael Lane – Mrs. Lawless

X Factor (Deutschland)
1. Mrs. Greenbird
2. Melissa Heiduk
3. Björn Paulsen

## Jahresbestenlisten

### Rolling Stone
| Singles | Alben |
| --- | --- |
| 1. Alabama Shakes – Hold On 2. Taylor Swift – We Are Never Ever Getting Back Together 3. Passion Pit – Take a Walk 4. Frank Ocean – Thinkin Bout You 5. Crazy Horse – Ramada Inn (als Neil Young and Crazy Horse) 6. Kanye West feat. Big Sean, Pusha T und 2 Chainz – Mercy 7. Bruce Springsteen – Rocky Ground 8. Jack White – Sixteen Saltines 9. Bob Dylan – Pay in Blood 10. First Aid Kit – Emmylou | 1. Bruce Springsteen – Wrecking Ball 2. Frank Ocean – Channel Orange 3. Jack White – Blunderbuss 4. Bob Dylan – Tempest 5. Fiona Apple – The Idler Wheel Is Wiser Than the Driver of the Screw and Whipping Cords Will Serve You More Than Ropes Will Ever Do 6. Kendrick Lamar – Good Kid, M.a.a.d. City 7. Edward Sharpe and the Magnetic Zeros – Here 8. Green Day – ¡Uno! 9. Japandroids – Celebration Rock 10. Neil Young and Crazy Horse – Psychedelic Pill |

### laut.de
| Singles | Alben |
| --- | --- |
| 1. Twin Shadow – Five Seconds 2. Alt-J – Tessellate 3. Kendrick Lamar feat. MC Eiht – M.A.A.D City 4. Django Django – Default 5. Blur – Under the Westway 6. Grizzly Bear – Yet Again 7. Kavinsky & Lovefoxxx – Nightcall 8. The XX – Angels 9. Baroness – Take My Bones Away 10. Bat for Lashes – Laura | 1. Hot Chip – In Our Heads 2. Grizzly Bear – Shields 3. Chromatics – Kill for Love 4. Alt-J – An Awesome Wave 5. Frank Ocean – channel ORANGE 6. Flying Lotus – Until the Quiet Comes 7. Dirty Projectors – Swing Lo Magellan 8. Led Zeppelin – Celebration Day 9. Bat for Lashes – The Haunted Man 10. Leonard Cohen – Old Ideas |

### Spex
| Alben |
| --- |
| 1. Frank Ocean – Channel Orange 2. Grizzly Bear – Shields 3. The XX – Coexist 4. Rudi Zygaldo – Tragicomedies 5. Jeremiah Jae – Raw Money Raps 6. Ariel Pink’s Haunted Graffiti – Nature Themes 7. Laurel Halo – Quarantine 8. Scott Walker – Bish Bosch 9. Daphni – Jiaolong 10. Kendrick Lamar – Good Kid, M.a.a.d. City |

## Ersterscheinungen
- Pop. Kultur und Kritik – deutschsprachige Musikmagazin

## Gründungen und Auflösungen

### Gründungen
- 3rdEyeGirl – US-amerikanische Funk-, Pop- und Rock-Band, die von Prince gegründet wurde
- Alluring – US-amerikanische Funeral-Doom-Band aus Grand Rapids
- CFO$ – US-amerikanisches Produktions- und Songwriting-Duo
- Chai – japanische Band aus Nagoya
- Drug Church – US-amerikanische Rock-Band aus Albany
- EABS – polnische Jazz-Band
- Green Flame Boys – südkoreanische Punkrock-Band aus Seoul
- Hemelbestormer – belgische Post-Rock-/Post-Metal-Band
- Kalandra – Band aus Norwegen und Schweden
- Loma Vista Recordings – US-amerikanisches Plattenlabel mit Sitz in Beverly Hills
- Longman – japanische Rock-/Punk-Band aus Matsuyama in der Präfektur Ehime
- NeonoeN – montenegrinische Indie-Rockband
- Official Hige Dandism – Pop-Rock-Band aus der Präfektur Shimane
- Schädelberg – österreichische Ambient-Black-Metal-Band aus Braunau am Inn
- Sofortmusik – deutsches Improvisations-Musikprojekt aus Hamburg
- The Away Days – türkische Indie-Pop-Band
- Ukendt Kunstner – dänisches Hip-Hop-Duo
- Vinyl Theatre – US-amerikanische Indie-Rock-Band aus Milwaukee
- Wanda – österreichische Rockband
- Warlust – deutsche Black/Death-Metal-Band aus Hessen
- Witchrider – österreichische Alternative-Rock-Band aus Graz

### Auflösungen
- Kirchenbrand – österreichische Black-Metal-Band aus Braunau am Inn

## Neuveröffentlichungen (Auswahl)

### Lieder und Kompositionen
| Lied                          | Text                                                                | Musik                                                               | Erstinterpret   | Label                                                    | Veröffentlichung   | Genre                               | Album                             | Weitere Informationen |
| ----------------------------- | ------------------------------------------------------------------- | ------------------------------------------------------------------- | --------------- | -------------------------------------------------------- | ------------------ | ----------------------------------- | --------------------------------- | --------------------- |
| Are We All We Are             | Emile Haynie, John Hill, Alecia Moore, Butch Walker                 | Emile Haynie, John Hill, Alecia Moore, Butch Walker                 | Pink            | RCA Records                                              | 14. September 2012 | Pop-Rock                            | The Truth About Love              |                       |
| Beauty and a Beat             | Savan Kotecha, Onika Maraj, Max Martin, Anton Zaslavski             | Savan Kotecha, Onika Maraj, Max Martin, Anton Zaslavski             | Justin Bieber   | Island Records, RBMG, Schoolboy Records                  | 13. Oktober 2012   | Elektronische Tanzmusik, Synthiepop | Believe                           |                       |
| Keine ist wie du              | Gregor Meyle                                                        | Gregor Meyle                                                        | Gregor Meyle    | Meylemusic                                               | 27. April 2012     | Pop                                 | Meile für Meyle                   |                       |
| My Valentine                  | Paul McCartney                                                      | Paul McCartney                                                      | Paul McCartney  | Hear Music / Concord Music Group / Universal Music Group | 9. Januar 2012     | Pop                                 | Kisses on the Bottom              |                       |
| Parking Lot                   | Rodney Jerkins, Nelly Furtado                                       | Rodney Jerkins, Nelly Furtado                                       | Nelly Furtado   | Interscope Records                                       | 17. August 2012    | Pop                                 | The Spirit Indestructible         |                       |
| Radioactive                   | Alexander Grant, Ben McKee, Josh Mosser, Dan Reynolds, Wayne Sermon | Alexander Grant, Ben McKee, Josh Mosser, Dan Reynolds, Wayne Sermon | Imagine Dragons | Interscope Records                                       | 14. Februar 2012   | Rock                                | Continued Silence • Night Visions |                       |
| Summer’s Gone                 | Brian Wilson, Jon Bon Jovi, Joe Thomas                              | Brian Wilson, Jon Bon Jovi, Joe Thomas                              | The Beach Boys  | Capitol Records                                          | 1. Juni 2012       | Ballade                             | That’s Why God Made the Radio     |                       |
| That’s Why God Made the Radio | Joe Thomas, Brian Wilson, Jim Peterik, Larry Millas                 | Joe Thomas, Brian Wilson, Jim Peterik, Larry Millas                 | The Beach Boys  | Capitol Records                                          | 25. April 2012     | Softrock                            | That’s Why God Made the Radio     |                       |

### Alben
| Album                       | Interpret                                                                          | Label                              | Veröffentlichung   | Genre                               | Weitere Informationen                              |
| --------------------------- | ---------------------------------------------------------------------------------- | ---------------------------------- | ------------------ | ----------------------------------- | -------------------------------------------------- |
| 12 Bar Bruise               | King Gizzard & the Lizard Wizard                                                   | Flightless                         | 7. September 2012  | Garage Rock, Garage Punk, Acid Rock |                                                    |
| Airegin Revisited           | Hal Galper                                                                         | Origin Records                     | 20. November 2012  | Jazz                                |                                                    |
| Americana                   | Neil Young                                                                         | Reprise                            | 5. Juni 2012       | Rock, Hardrock                      |                                                    |
| Ballast der Republik        | Die Toten Hosen                                                                    | JKP, Eastwest Records              | 4. Mai 2012        | Punkrock, Rock                      |                                                    |
| Carolus Rex                 | Sabaton                                                                            | Nuclear Blast                      | 1. Juni 2012       | Power Metal, Heavy Metal            |                                                    |
| Carrousel                   | Théo Ceccaldi                                                                      | Ayler Records                      | 2012               | Jazz                                |                                                    |
| Channel Orange              | Frank Ocean                                                                        | Def Jam Recordings                 | 10. Juli 2012      | Neo Soul, R&B                       |                                                    |
| Darlingtonia                | Silke Eberhard und Dave Burrell                                                    | Jazzwerkstatt Records              | Februar 2012       | Jazz                                |                                                    |
| Dialect Fluorescent         | Steve Lehman Trio                                                                  | Pi Recordings                      | April 2012         | Jazz                                |                                                    |
| In the Mouth – A Hand       | Fire! mit Oren Ambarchi                                                            | Rune Grammofon                     | 11. Mai 2012       | Jazz, Fusion                        |                                                    |
| Live at Kerrytown House     | Burton Greene                                                                      | NoBusiness Records                 | 2012               | Jazz                                |                                                    |
| MDNA                        | Madonna                                                                            | Interscope Records                 | 23. März 2012      | Pop, Dance-Pop, Disco, Dubstep      |                                                    |
| Monster                     | Kiss                                                                               | Universal Music Enterprises        | 5. Oktober 2012    | Hard Rock                           |                                                    |
| Nah dran                    | Hannes Wader                                                                       | Mercury Records                    | 24. August 2012    | Liedermacher                        | zu seinem 70. Geburtstag                           |
| Phantom Antichrist          | Kreator                                                                            | Nuclear Blast                      | 1. Juni 2012       | Thrash Metal                        |                                                    |
| Roses                       | The Cranberries                                                                    | Cooking Vinyl                      | 27. Februar 2012   | Alternative Rock, Pop-Rock          |                                                    |
| Self Entitled               | NOFX                                                                               | Fat Wreck Chords                   | 11. September 2012 | Punkrock                            |                                                    |
| Silo                        | Christophe Berthet, Vinz Vonlanthen und Cyril Bondi                                | Leo Records                        | 2012               | Jazz, Neue Improvisationsmusik      |                                                    |
| Watershed                   | Denis Fournier, Nicole Mitchell, Hanah Jon Taylor, Tomeka Reid & Bernard Santacruz | RogueArt                           | 2012               | Jazz                                |                                                    |
| Wut und Zärtlichkeit (Live) | Konstantin Wecker                                                                  | Universal Music Publishing – ALIVE | 2012               | Chanson / Liedermacher              | Live-Version des gleichnamigen Studioalbums (2011) |

## Gestorben

### Januar
- 01. Januar: Ingeborg Finke-Siegmund, deutsche Pianistin und Klavierpädagogin (* 1919)
- 01. Januar: Anders Frandsen, dänischer Musiker und Schauspieler (* 1960)
- 01. Januar: Klaus Huber, deutscher Musiker (* 1949)
- 01. Januar: Frank Köllges, deutscher Schlagzeuger und Performancekünstler (* 1952)
- 01. Januar: Fred Milano, US-amerikanischer Sänger (* 1939)
- 01. Januar: Nina Miranda, uruguayische Sängerin und Komponistin (* 1925)
- 01. Januar: Yaffa Yarkoni, israelische Sängerin (* 1925)
- 02. Januar: Ian Bargh, britisch-kanadischer Jazzpianist (* 1935)
- 02. Januar: Gale Hess, US-amerikanische Violinistin und Komponistin (* 1955)
- 02. Januar: Helmut Müller-Brühl, deutscher Dirigent (* 1933)
- 02. Januar: Larry Reinhardt, US-amerikanischer Musiker (* 1949)
- 03. Januar: Joey Lombard, US-amerikanischer Musiker (* 1969)
- 03. Januar: Enrique de Melchor, spanischer Musiker (* 1950)
- 03. Januar: Spiros Thomatos, griechischer Gitarrist (* 1932)
- 03. Januar: Bob Weston, britischer Musiker (* 1947)
- 04. Januar: Totti Bergh, norwegischer Jazz-Saxophonist (* 1935)
- 04. Januar: Creighton Holley, US-amerikanischer Bluesmusiker (* 1946)
- 04. Januar: Kerry McGregor, britische Sängerin und Schauspielerin (* 1974)
- 05. Januar: Hikaru Hayashi, japanischer Komponist (* 1931)
- 05. Januar: Franz-Josef Kupczyk, deutscher Geiger (* 1928)
- 06. Januar: Tom Ardolino, US-amerikanischer Musiker (* 1956)
- 06. Januar: Nicole Bogner, österreichische Sängerin (* 1985)
- 06. Januar: Freddie Deronde, belgischer Jazz-Bassist (* 1938)
- 06. Januar: William Francis McBeth, US-amerikanischer Komponist und Dirigent (* 1933)
- 07. Januar: Azer Bülbül, türkischer Sänger (* 1969)
- 08. Januar: Jan Håkan Åberg, schwedischer Kirchenmusiker und Komponist (* 1916)
- 08. Januar: Dave Alexander, US-amerikanischer Blues-Musiker (* 1938)
- 08. Januar: Gregorio Hernández Ríos, kubanischer Rumba-Tänzer, -Sänger und -Perkussionist (* 1936)
- 08. Januar: Stefano Scodanibbio, italienischer Kontrabassist und Komponist (* 1956)
- 08. Januar: Alexis Weissenberg, französischer Pianist (* 1929)
- 09. Januar: Ernie Carson, US-amerikanischer Jazzmusiker (* 1937)
- 09. Januar: Ruth Fernández, puerto-ricanische Sängerin (* 1919)
- 09. Januar: Bridie Gallagher, irische Sängerin (* 1924)
- 10. Januar: Cliff Portwood, englischer Fußballspieler und Musiker (* 1937)
- 11. Januar: Günter Voglmayr, österreichischer Flötist (* 1968)
- 11. Januar: David Whitaker, britischer Komponist (* 1931)
- 12. Januar: Sadao Bekku, japanischer Komponist (* 1922)
- 12. Januar: Charlie Collins, US-amerikanischer Musiker (* 1933)
- 12. Januar: Rosalind Runcie, britische Pianistin (* 1932)
- 13. Januar: Phil Kraus, US-amerikanischer Vibraphonist (* 1918)
- 13. Januar: Zbigniew Wegehaupt, polnischer Jazz-Bassist (* 1954)
- 14. Januar: Robbie France, britischer Schlagzeuger (* 1959)
- 14. Januar: Anthony Maonde, sambischer Pianist (* 1939)
- 15. Januar: Nanni Ricordi, italienischer Musikproduzent (* 1932)
- 16. Januar: Jimmy Castor, US-amerikanischer Musiker (* 1940)
- 16. Januar: Gustav Leonhardt, niederländischer Dirigent, Cembalist und Organist (* 1928)
- 17. Januar: Helmuth Brandenburg, deutscher Komponist, Dirigent, Saxophonist und Arrangeur (* 1928)
- 17. Januar: Johnny Otis, US-amerikanischer Sänger und Multiinstrumentalist (* 1921)
- 17. Januar: Mohamed Rouicha, marokkanischer Musiker (* 1950)
- 17. Januar: Francisco Pulgar Vidal, peruanischer Komponist (* 1929)
- 18. Januar: Giancarlo Bigazzi, italienischer Musiker (* 1940)
- 19. Januar: Anthony Gonsalves, indischer Filmmusikkomponist (* 1927)
- 19. Januar: Rudi van Dantzig, niederländischer Choreograph und Autor (* 1933)
- 19. Januar: Winston Riley, jamaikanischer Musiker (* 1943)
- 19. Januar: Errol Scorcher, jamaikanischer Musiker (* 1956)
- 20. Januar: Ruthilde Boesch, österreichische Opernsängerin (* 1918)
- 20. Januar: Larry Butler, US-amerikanischer Musikproduzent (* 1942)
- 20. Januar: Etta James, US-amerikanische Sängerin (* 1938)
- 20. Januar: John Levy, US-amerikanischer Jazz-Bassist (* 1912)
- 21. Januar: Gerre Hancock, US-amerikanischer Komponist und Organist (* 1934)
- 21. Januar: Irena Jarocka, polnische Musikerin (* 1946)
- 22. Januar: Rita Gorr, belgische Mezzosopranistin (* 1926)
- 22. Januar: Christa Maria Ziese, deutsche Sopranistin (* 1924)
- 23. Januar: Adolfo Alfonso, kubanischer Musiker (* 1924)
- 25. Januar: Paavo Berglund, finnischer Dirigent (* 1929)
- 25. Januar: Dick Kniss, US-amerikanischer Musiker (* 1937)
- 25. Januar: Mark Reale, US-amerikanischer Musiker (* 1955)
- 26. Januar: André Asselin, kanadischer Pianist und Komponist (* 1923)
- 26. Januar: Clare Fischer, US-amerikanischer Pianist (* 1928)
- 26. Januar: Robert Turner, kanadischer Komponist (* 1920)
- 27. Januar: Todd Buffa, US-amerikanischer Jazzsänger (* 1952)
- 27. Januar: Kay Davis, US-amerikanische Jazzsängerin (* 1920)
- 28. Januar: Keriman Halis Ece, türkisches Model und Pianistin (* 1913)
- 29. Januar: Dieudonné Nino Malapet, kongolesischer Saxophonist (* 1935)
- 29. Januar: Camilla Williams, US-amerikanische Opernsängerin (* 1919)
- 30. Januar: Živan Saramandić, jugoslawischer Opernsänger (* 1940)
- 31. Januar: Marek Bobéth, deutscher Chorleiter, Pianist, Musikwissenschaftler und Hochschullehrer (* 1935)
- 31. Januar: Leslie Carter, US-amerikanische Sängerin (* 1986)
- 31. Januar: King Stitt, jamaikanischer Musiker (* 1940)

### Februar
- 01. Februar: Gerhard Bosse, deutscher Musiker (* 1922)
- 01. Februar: Sara González, kubanische Liedermacherin (* 1951)
- 01. Februar: Anil Mohile, indischer Komponist (* 1940)
- 01. Februar: David Peaston, US-amerikanischer Musiker (* 1957)
- 02. Februar: Georges Ouédraogo, burkinischer Musiker (* 1947)
- 03. Februar: Nick Tountas, US-amerikanischer Jazzmusiker (* 1934)
- 04. Februar: Ashino Hiroshi, japanischer Musiker (* 1925)
- 04. Februar: János Sebestyén, ungarischer Musiker (* 1931)
- 05. Februar: Al DeLory, US-amerikanischer Musikproduzent (* 1930)
- 05. Februar: Jef Gilson, französischer Musiker (* 1926)
- 05. Februar: Jiang Ying, chinesische Opernsängerin (* 1919)
- 06. Februar: Noel Kelehan, irischer Musiker (* 1935)
- 07. Februar: Devy Erlih, französischer Musiker (* 1928)
- 07. Februar: Gloria June Powers, US-amerikanische Musikmanagerin und Produzentin (* 1946)
- 08. Februar: Billy Fayard, US-amerikanischer R&B-Musiker (* 1941)
- 08. Februar: Giangiacomo Guelfi, italienischer Opernsänger (* 1924)
- 08. Februar: Frank Jolliffe, US-amerikanischer Musiker und Bibliothekar (* 1958)
- 08. Februar: Jimmy Sabater, US-amerikanischer Musiker (* 1936)
- 08. Februar: Luis Alberto Spinetta, argentinischer Musiker (* 1950)
- 08. Februar: Wando, brasilianischer Musiker (* 1945)
- 10. Februar: Edith Gabry, ungarische Opernsängerin und Hochschullehrerin (* 1927)
- 11. Februar: Whitney Houston, US-amerikanische Sängerin (* 1963)
- 12. Februar: Adrian Foley, 8. Baron Foley, englischer Musiker (* 1923)
- 12. Februar: Helmut Kallmann, kanadischer Musikwissenschaftler und Bibliothekar (* 1922)
- 13. Februar: Russell Arms, US-amerikanischer Schauspieler und Sänger (* 1920)
- 13. Februar: Jodie Christian, US-amerikanischer Jazzpianist (* 1932)
- 13. Februar: Tonmi Lillman, finnischer Musiker (* 1973)
- 13. Februar: Severo Lombardoni, italienischer Musikproduzent (* 1949)
- 13. Februar: Christoph-Hellmut Mahling, deutscher Musikwissenschaftler (* 1932)
- 14. Februar: Ustad Shamim Ahmed Khan, indischer Musiker (* 1938)
- 14. Februar: Dory Previn, US-amerikanische Sängerin und Komponistin (* 1925)
- 15. Februar: Charles Anthony, US-amerikanischer Tenor (* 1929)
- 15. Februar: Joki Freund, deutscher Jazzmusiker (* 1926)
- 15. Februar: Clive Shakespeare, australischer Gitarrist und Musikproduzent (* 1949)
- 16. Februar: Bubi Chen, indonesischer Pianist (* 1938)
- 16. Februar: Enrique Sierra, spanischer Musiker (* 1958)
- 16. Februar: Ethel Stark, kanadische Dirigentin, Violinistin und Musikpädagogin (* 1910)
- 17. Februar: Michael Davis, US-amerikanischer Musiker (* 1943)
- 18. Februar: Elizabeth Connell, südafrikanische Sopranistin (* 1946)
- 18. Februar: Joe Schevardo, deutscher Jazz-Kritiker und Hörfunk-Journalist (* 1925)
- 18. Februar: Mohammed Wardi, sudanesischer Musiker (* 1932)
- 21. Februar: Thom Enright, US-amerikanischer Musiker (* 1953)
- 21. Februar: Andreas Lunnan, 	norwegischer Musiker und Journalist (* 1940)
- 22. Februar: Kōji Kita, japanischer Musiker (* 1949)
- 22. Februar: Lorin Levee, US-amerikanischer Musiker (* 1950)
- 22. Februar: Mike Melvoin, US-amerikanischer Komponist und Pianist (* 1937)
- 22. Februar: Eivin One Pedersen, norwegischer Jazz-Musiker (* 1956)
- 22. Februar: Billy Strange, US-amerikanischer Musiker (* 1930)
- 23. Februar: Dmitri Nabokov, US-amerikanischer Opernsänger und Übersetzer (* 1934)
- 23. Februar: Marko Ruždjak, kroatischer Musikwissenschaftler und Komponist (* 1946)
- 24. Februar: István Anhalt, ungarisch-kanadischer Komponist und Musikpädagoge (* 1919)
- 24. Februar: Bob Badgley, US-amerikanischer Jazzmusiker (* 1928)
- 24. Februar: Red Holloway, US-amerikanischer Jazzmusiker (* 1927)
- 24. Februar: Ernest McLean, amerikanischer R&B-Gitarrist (* 1926)
- 24. Februar: Pery Ribeiro, brasilianischer Schauspieler und Sänger (* 1937)
- 24. Februar: Horst Weber, deutscher Musikproduzent und Labelgründer (* 1934)
- 25. Februar: Raúl Abzueta, venezolanischer Musiker (* 1962)
- 25. Februar: Maurice André, französischer klassischer Trompeter (* 1933)
- 25. Februar: Louisiana Red, US-amerikanischer Bluesmusiker (* 1932)
- 26. Februar: Hazy Osterwald, Schweizer Musiker (* 2022)
- 27. Februar: Vellore Ramabhadran, indischer Musiker (* 1929)
- 28. Februar: Shōko Aoba, japanische Musikerin (* 1915)
- 29. Februar: Davy Jones, britischer Sänger und Schlagzeuger (* 1945)
- 29. Februar: Anne Marie Moss, kanadische Jazzsängerin und Musikpädagogin (* 1935)
- 29. Februar: Miloš Vacek, tschechischer Komponist, Dirigent und Organist (* 1928)

### März
- 01. März: Lucio Dalla, italienischer Musiker (* 1943)
- 03. März: Lou Colombo, US-amerikanischer Jazztrompeter (* 1927)
- 03. März: Raymond Court, Schweizer Jazzmusiker (* 1932)
- 03. März: Frank Marocco, US-amerikanischer Musiker (* 1931)
- 03. März: Ronnie Montrose, US-amerikanischer Musiker (* 1947)
- 05. März: Robert B. Sherman, US-amerikanischer Komponist (* 1925)
- 06. März: Joe Gene Byrd, US-amerikanischer Jazzmusiker (* 1933)
- 06. März: Jacky Mekaiten, israelischer Musiker und Komponist (* 1955)
- 06. März: Nejiko Suwa, japanische Violinistin (* 1920)
- 07. März: Lucia Mannucci, italienische Sängerin (* 1920)
- 07. März: Tonka Štetić, kroatische Opernsängerin (* 1923)
- 08. März: Jimmy Ellis, US-amerikanischer Musiker (* 1938)
- 08. März: Bugs Henderson, US-amerikanischer Gitarrist (* 1943)
- 08. März: Big Walter Price, US-amerikanischer Bluesmusiker (* 1914)
- 09. März: Benjamín Escoriza, spanischer Sänger (* 1954)
- 09. März: Don Ingle, US-amerikanischer Jazzmusiker (* 1931)
- 09. März: Terry Teene, US-amerikanischer Musiker (* 1942)
- 10. März: Daidy Davis-Boyer, französische Musikproduzentin (* 1918)
- 10. März: Domna Samiou, griechische Musikerin (* 1928)
- 10. März: Kai J. Sasse, deutscher Sänger und Songtexter (* 1959)
- 10. März: Heinz Wunderlich, deutscher Organist und Komponist (* 1919)
- 11. März: Hans G Helms, deutscher Schriftsteller und Komponist (* 1932)
- 11. März: Leon Spencer, US-amerikanischer Jazz-Pianist und Organist (* 1945)
- 13. März: Bodjie Dasig, philippinischer Musiker (* 1963)
- 13. März: Michael Hossack, US-amerikanischer Musiker (* 1947)
- 13. März: Karl Roy, philippinischer Musiker (* 1968)
- 14. März: Eddie King, US-amerikanischer Bluesmusiker (* 1938)
- 14. März: Margareta Sjöstedt, österreichisch-schwedische Opernsängerin (* 1923)
- 16. März: Carol Britto, US-amerikanische Jazzpianistin (* 1935)
- 16. März: Andy Brown, simbabwischer Musiker (* 1962)
- 16. März: Manuel Jesús Vásquez Goyoneche, peruanischer Musiker (* 1967)
- 16. März: Dieter Zechlin, deutscher Pianist (* 1926)
- 18. März: Haim Alexander, israelischer Komponist (* 1915)
- 18. März: Warren Luening, US-amerikanischer Trompeter (* 1941)
- 18. März: Jalal Zolfonoun, iranischer Tar- und Setarspieler, Komponist und Musikpädagoge (* 1938)
- 21. März: Carmen Duval, argentinische Tangosängerin (* 1918)
- 21. März: Heinz Imdahl, deutscher Opernsänger (* 1924)
- 21. März: Nikolai Nekrassow, sowjetischer bzw. russischer Dirigent (* 1932)
- 21. März: Pete Saberton, britischer Jazzpianist (* 1950)
- 21. März: Michael Witt, deutscher Kirchenmusiker (* 1940)
- 23. März: István Regős, ungarischer Jazzmusiker und Komponist (* 1947)
- 23. März: Khalil Shaheed, US-amerikanischer Trompeter (* 1949)
- 24. März: Iqbal Bahu, pakistanischer Musiker (* 1944)
- 24. März: Vince Lovegrove, australischer Musiker und Journalist (* 1947)
- 24. März: Nick Noble, US-amerikanischer Musiker (* 1926)
- 24. März: Wolfgang Rennert, deutscher Dirigent (* 1922)
- 25. März: Götz Wiese, deutscher Organist und Komponist (* 1928)
- 27. März: Ademilde Fonseca, brasilianische Sängerin (* 1921)
- 27. März: Gian Franco Pagliaro, italienisch-argentinischer Liedermacher (* 1942)
- 28. März: Alexander Arutjunjan, armenischer Komponist (* 1920)
- 28. März: Sonny Igoe, US-amerikanischer Jazzmusiker (* 1923)
- 28. März: Jerry McCain, US-amerikanischer Musiker (* 1930)
- 28. März: Earl Scruggs, US-amerikanischer Musiker (* 1924)
- 30. März: Roberto „Lapo“ Gessaghi, argentinischer Rockgitarrist und -komponist (* 1954)

### April
- 01. April: Herbert Mogg, österreichischer Komponist und Dirigent (* 1927)
- 02. April: Jimmy Little, australischer Musiker (* 1937)
- 02. April: Antoine Moundanda, kongolesischer Musiker (* 1928)
- 02. April: Anatoli Wassiljewitsch Iwanow, russischer Solo-Paukist, Komponist und Dirigent (* 1934)
- 03. April: Ralph Ferraro, italienischer Filmkomponist und Arrangeur (* 1929)
- 04. April: Frithjof Hoffmann, deutscher Schauspieler und Sänger (* 1931)
- 04. April: Erno Seifriz, deutscher Musikwissenschaftler (* 1932)
- 05. April: Barney McKenna, irischer Musiker (* 1939)
- 06. April: Richard Teeter, US-amerikanischer Musiker (* 1951)
- 07. April: Silas Hubbard Jr., US-amerikanischer Bluesmusiker (* 1939)
- 08. April: George Wilberforce Kakoma, ugandischer Musiker und Komponist (* 1925)
- 09. April: José Guardiola, spanischer Sänger (* 1930)
- 09. April: Tony Marsh, britischer Jazzmusiker (* 1939)
- 09. April. Ueli Staub, Schweizer Journalist, Fotograf und Jazzmusiker (* 1934)
- 10. April: Barbara Buchholz, deutsche Musikerin (* 1959)
- 10. April: Lili Chookasian, US-amerikanische Opernsängerin (* 1921)
- 10. April: Jean Stout, französischer Sänger (* 1934)
- 11. April: Jürgen Dönges, deutscher Schlagerkomponist (* 1956)
- 11. April: Gianni Marchetti, italienischer Komponist (* 1933)
- 11. April: Hal McKusick, US-amerikanischer Jazzmusiker (* 1924)
- 12. April: Hedy Fassler, österreichische Sängerin und Schauspielerin * (1921)
- 12. April: Rodgers Lee Grant, US-amerikanischer Jazzmusiker (* 1936)
- 12. April: Andrew Love, US-amerikanischer Soulmusiker (* 1941)
- 12. April: George Mesterhazy, US-amerikanischer Jazzmusiker (* 1954)
- 12. April: Stefánia Moldován, ungarische Opernsängerin (* 1931)
- 12. April: Nicola Tirone, italienischer Sänger (* 1944)
- 13. April: Heinz Holecek, österreichischer Sänger (* 1938)
- 13. April: Art Jenkins, US-amerikanischer Jazzmusiker (* 1934)
- 13. April: Margarita Lilowa, österreichische Opernsängerin (* 1935)
- 14. April: Shigeru Araki, japanischer Musiker und Schauspieler (* 1949)
- 16. April: Sári Barabás, ungarisch-deutsche Opernsängerin (* 1914)
- 16. April: Teddy Charles, US-amerikanischer Jazzmusiker (* 1928)
- 16. April: Willy Kaltofen, deutscher Musiker und Komponist (* 1918)
- 17. April: Dimitris Mitropanos, griechischer Sänger und Komponist (* 1948)
- 18. April: Alain Bernard, Schweizer Tänzer, Tanzpädagoge und Choreograph (* 1932)
- 18. April: Noël Ekwabi, kamerunischer Bassist (* 1961)
- 18. April: Greg Ham, australischer Musiker (* 1954)
- 18. April: Robert O. Ragland, US-amerikanischer Filmkomponist (* 1931)
- 19. April: Levon Helm, US-amerikanischer Musiker (* 1940)
- 20. April: Ayten Alpman, türkische Jazz- und Popsängerin (* 1930)
- 20. April: Duke Dawson, US-amerikanischer Bluesmusiker (* 1930)
- 20. April: Virgil Jones, US-amerikanischer Jazztrompeter (* 1939)
- 20. April: Joe Muranyi, US-amerikanischer Musikproduzent und Jazzmusiker (* 1928)
- 20. April: Leandra Overmann, serbische Opernsängerin (* zwischen 1950 und 1958)
- 20. April: Bert Weedon, britischer Gitarrist (* 1920)
- 21. April: Ana Mercedes Asuaje de Rugeles, venezolanische Komponistin und Musikpädagogin (* 1914)
- 22. April: Patricia Elliott, kanadische Pianistin und Musikpädagogin (* 1930)
- 22. April: Igor Kuschpler, sowjetischer bzw. ukrainischer Opernsänger (* 1949)
- 23. April: Chris Ethridge, US-amerikanischer Musiker (* 1947)
- 23. April: Hugo Fiorato, US-amerikanischer Geiger und Dirigent (* 1914)
- 23. April: Veriano Luchetti, italienischer Tenor (* 1939)
- 23. April: Tommy Marth, US-amerikanischer Musiker
- 24. April: Wim Hoddes, niederländischer Schauspieler und Sänger (* 1918)
- 24. April: Anke Lautenbach, deutsche Sängerin und Dozentin für Gesang (* 1960)
- 24. April: Ubaldo de Lío, argentinischer Tango-Gitarrist (* 1929)
- 25. April: Rafael Talens Pelló, spanischer Komponist (* 1933)
- 26. April: Pete Fornatale, US-amerikanischer Radio-DJ (* 1945)
- 27. April: Jackie Kelso, US-amerikanischer Jazzmusiker (* 1922)
- 28. April: Milan Firfov, jugoslawischer bzw. mazedonischer Musiker (* 1943)
- 29. April: Éric Charden, französischer Sänger (* 1942)
- 29. April: Joel Goldsmith, US-amerikanischer Komponist (* 1957)
- 29. April: Kenny Roberts, US-amerikanischer Countrysänger (* 1926)
- 30. April: Rob van den Broeck, niederländischer Jazzmusiker und Maler (* 1940)

### Mai
- 01. Mai: Larry Donn, US-amerikanischer Rockabilly-Musiker (* 1941)
- 01. Mai: Muddy Fraser, kanadischer Bluesmusiker (* 1950)
- 01. Mai: Charles Pitts, US-amerikanischer Musiker (* 1947)
- 02. Mai: Claude Lefebvre, französischer Komponist und Dichter (* 1931)
- 02. Mai: Jun Nagara, japanischer Sänger (* 1936)
- 02. Mai: Zvi Zeitlin, US-amerikanischer Violinist (* 1922)
- 03. Mai: Edith Bliss, australische Musikerin (* 1959)
- 03. Mai: Lloyd Brevett, jamaikanischer Ska-Musiker (* 1931)
- 04. Mai: Gert Frischmuth, deutscher Chorleiter und Musikpädagoge (* 1932)
- 04. Mai: Mort Lindsey, US-amerikanischer Komponist (* 1923)
- 04. Mai: Adam Yauch, US-amerikanischer Musiker (* 1964)
- 05. Mai: Helmut Allgäuer, österreichischer Orgelbauer (* 1939)
- 05. Mai: Andy Töfferl, österreichischer Musiker (* 1955)
- 06. Mai: Michael Burks, US-amerikanischer Bluesmusiker (* 1957)
- 08. Mai: Everett Lilly, US-amerikanischer Musiker (* 1924)
- 08. Mai: Kiyoko Ōtani, japanische Sängerin (* 1919)
- 08. Mai: Frank Parr, britischer Jazzmusiker und Cricketspieler (* 1928)
- 08. Mai: Roman Totenberg, polnisch-US-amerikanischer Violinist (* 1911)
- 09. Mai: Celso Chavez, US-amerikanischer Gitarrist (* 1968)
- 09. Mai: Seydina Insa Wade, senegalesischer Folkmusiker (* 1948)
- 10. Mai. Bernardo Sassetti, portugiesischer Pianist und Komponist (* 1970)
- 12. Mai: Bernd Kuretitsch, deutscher Musikpädagoge und Liedermacher (* 1950)
- 13. Mai: Donald Dunn, US-amerikanischer Bassist (* 1941)
- 13. Mai: Katja Filipowa, bulgarische Sängerin (* 1949)
- 13. Mai: Michel Huglo, französischer Musikwissenschaftler (* 1921)
- 14. Mai: Derek Hammond-Stroud, britischer Opernsänger (* 1926)
- 14. Mai: Belita Woods, US-amerikanische Sängerin (* 1948)
- 15. Mai: Botho Lucas, deutscher Akkordeonist, Komponist und Chorleiter (* 1923)
- 16. Mai: Maria Bieșu, moldauische Sopranistin und Opernsängerin (* 1935)
- 16. Mai: Chuck Brown, US-amerikanischer Musiker (* 1936)
- 16. Mai: Doug Dillard, US-amerikanischer Musiker (* 1937)
- 16. Mai: Alexander Ponomarjow, russischer Chordirigent (* 1939)
- 17. Mai: France Clidat, französische Pianistin (* 1932)
- 17. Mai: Warda al-Dschaza'iriya, algerische Sängerin (* 1939)
- 17. Mai: Nobuyuki Morikawa, japanischer Saxophonist (* 1933)

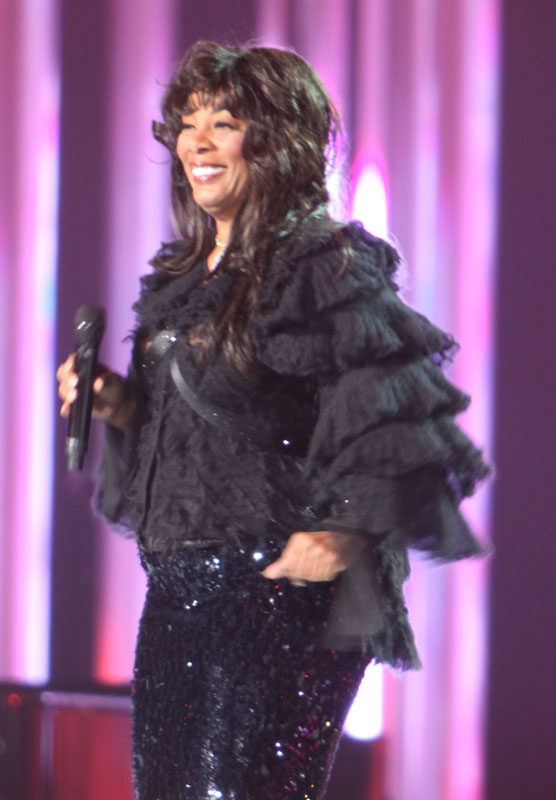
Donna Summer; † 17. Mai

- 17. Mai: Donna Summer, US-amerikanische Sängerin (* 1948)
- 17. Mai: Peter Zwetkoff, bulgarisch-deutscher Komponist (* 1925)
- 18. Mai: Dietrich Fischer-Dieskau, deutscher Sänger (* 1925)
- 18. Mai: Reynaldo Martín, argentinischer Tangosänger, -komponist und -dichter (* 1944)

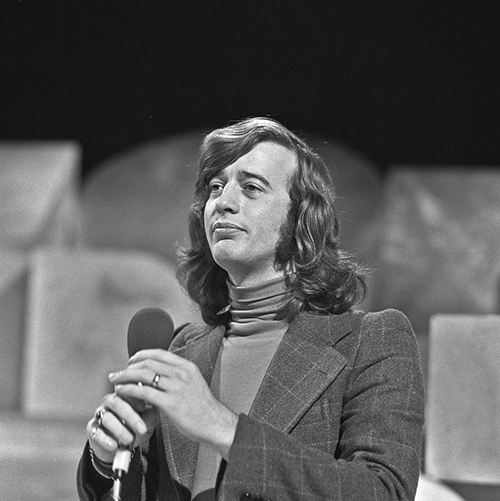
Robin Gibb; † 20. Mai

- 20. Mai: Robin Gibb, britischer Sänger, Komponist und Texter (* 1949)
- 20. Mai: Robert Nix, US-amerikanischer Musiker (* 1944)
- 20. Mai: Howie Richmond, US-amerikanischer Musikverleger (* 1918)
- 20. Mai: Carrie Smith, US-amerikanische Jazz- und Bluessängerin (* 1941)
- 21. Mai: Eddy Bell, US-amerikanischer Rockabilly-, Rock’n’Roll- und Polka-Musiker (* 1941)
- 22. Mai: Juanita Boisseau, US-amerikanische Tänzerin (* 1911)
- 22. Mai: Hansjörg Stalder, Schweizer Organist, Pianist, Pädagoge und Komponist (* 1951)
- 23. Mai: Guy Konkèt, französischer Musiker und Songwriter (* 1950)
- 23. Mai: Kuly Ral, britischer Musiker (* 1977)
- 24. Mai: Ryōsuke Hatanaka, japanischer Sänger (* 1922)
- 24. Mai: Ndombe Opetum, kongolesischer Musiker (* 1944)
- 24. Mai: Yoshiyuki Suzuki, japanischer Gitarrist (* 1947)
- 25. Mai: Walter Malli, österreichischer Künstler und Musiker (* 1940)
- 26. Mai: John Harrison, britischer Bassist (* 1943)
- 26. Mai: Roy Wilson, jamaikanischer Sänger (* 1940)
- 28. Mai: Georgy Espíritu, ungarisch-peruanischer Musiker (* 1974)
- 28. Mai: Dieter Schönbach, deutscher Komponist (* 1931)
- 29. Mai: Mark Anatoljewitsch Minkow, sowjetisch-russischer Komponist (* 1944)
- 29. Mai: Doc Watson, US-amerikanischer Sänger (* 1923)
- 30. Mai: Pete Cosey, US-amerikanischer Gitarrist (* 1943)
- 31. Mai: Horacio „Chivo“ Borraro, argentinischer Jazzmusiker (* 1921)
- 31. Mai: Michael Grant, US-amerikanischer Metal-Sänger (* 1973)
- 31. Mai: Kiyohiko Ozaki, japanischer Sänger (* 1943)

### Juni
- 01. Juni: Faruq Z. Bey, US-amerikanischer Jazzmusiker (* 1942)
- 01. Juni: Adán Zapata, mexikanischer Rapper (* 1990)
- 02. Juni: Don G. Campbell, US-amerikanischer Pianist, Organist, Musikpädagoge und -wissenschaftler (* 1946)
- 02. Juni: Pete Kennedy, britischer Jazzmusiker (* 1930)
- 02. Juni: Frazier Mohawk, US-amerikanischer Musikproduzent (* 1941)
- 02. Juni: Vinnie Johnson, US-amerikanischer Jazzmusiker (* 1937)
- 03. Juni: Andy Hamilton, britischer Saxophonist (* 1918)
- 03. Juni: Sergio Tedesco, italienischer Sänger und Synchronsprecher (* 1928)
- 04. Juni: Eduard Chil, russischer Sänger (* 1934)
- 04. Juni: Alexander Curly, niederländischer Sänger (* 1947)
- 04. Juni: James Van Buren, US-amerikanischer Sänger (* 1935)
- 04. Juni: Herb Reed, US-amerikanischer Sänger (* 1929)
- 04. Juni: Johnny Yoshinaga, japanischer Schlagzeuger (* 1949)
- 05. Juni: Lou Pride, US-amerikanischer Blues- und Soulsänger (* 1944)
- 06. Juni: Estela Raval, argentinische Sängerin (* 1935)
- 07. Juni: Lil Phat, US-amerikanischer Rapper (* 1993)
- 07. Juni: Bob Welch, US-amerikanischer Rockmusiker (* 1945)
- 07. Juni: Melvin Vernell, US-amerikanischer Rapper (* 1993)
- 08. Juni: Christiane Weber, deutsche Musikkabarettistin (* 1975)
- 09. Juni: Audrey Arno, deutsche Sängerin (* 1942)
- 09. Juni: Rachel Browne, kanadische Tänzerin und Choreographin (* 1934)
- 09. Juni: Abram Wilson, US-amerikanischer Jazzmusiker (* 1973)
- 10. Juni: Jimmy Elledge, US-amerikanischer Country-Musiker (* 1943)
- 10. Juni: Will Hoebee, niederländischer Musikproduzent (* 1948)
- 10. Juni: Shingo Minamino, japanischer Musikproduzent (* 1970)
- 10. Juni: Suehiko Watanabe, japanischer Geiger (* 1909)
- 12. Juni: Adrián Otero, argentinischer Sänger (* 1959)
- 13. Juni: Graeme Bell, australischer Jazzmusiker (* 1914)
- 13. Juni: Wilfried Brennecke, deutscher Musikwissenschaftler (* 1926)
- 13. Juni: Mehdi Hassan, pakistanischer Sänger (* 1928)
- 13. Juni: Jože Humer, slowenischer Komponist (* 1936)
- 13. Juni: Gerhard Mantel, deutscher Cellist und Hochschullehrer (* 1930)
- 13. Juni: Monika Trotz, österreichische Sängerin und Komponistin (* 1965)
- 14. Juni: Marjorie Hyams, US-amerikanische Jazzmusikerin (* 1920)
- 14. Juni: Karl-Heinz Kämmerling, deutscher Klavierpädagoge (* 1930)
- 14. Juni: Hassan Kassai, iranischer Musiker (* 1928)
- 15. Juni: Emi Itō, japanische Sängerin (* 1941)
- 15. Juni: Rune Gustafsson, schwedischer Musiker (* 1933)
- 15. Juni: Tim Mooney, US-amerikanischer Schlagzeuger (* 1959)
- 15. Juni: Stefan Stuligrosz, polnischer Dirigent (* 1920)
- 15. Juni: Karl Völkl, deutscher Dirigent (* 1931)
- 18. Juni: Brian Hibbard, britischer Schauspieler und Sänger (* 1946)
- 18. Juni: Ghazala Javed, pakistanische Sängerin (* 1988)
- 19. Juni: Gerry Bron, britischer Musikproduzent (* 1933)
- 20. Juni: Susanna Clark, US-amerikanische Songschreiberin (* 1939)
- 21. Juni: Richard Adler, US-amerikanischer Komponist (* 1921)
- 21. Juni: Svetozar Drakulić, jugoslawischer Opernsänger (* 1926)
- 21. Juni: Pete Hayes, US-amerikanischer Schlagzeuger (* 1987)
- 21. Juni: Sune Spångberg, schwedischer Jazz-Schlagzeuger (* 1930)
- 22. Juni: Gerhard J. Winkler, österreichischer Musikwissenschaftler (* 1956)
- 23. Juni: Franz Crass, deutscher Opernsänger (* 1928)
- 23. Juni: Brigitte Engerer, französische Pianistin (* 1952)
- 24. Juni: Jean Cox, US-amerikanisch-deutscher Opernsänger (* 1922)
- 24. Juni: Karnail Gill, indischer Sänger (* 1941)
- 24. Juni: Jacques Taddei, französischer Organist (* 1946)
- 25. Juni: Hans Hartwig, deutscher Komponist (* 1917)
- 25. Juni: John Koko, US-amerikanischer Musiker (* 1961)
- 28. Juni: Meera Bandopadhyay, indischer Sänger (* 1930)
- 28. Juni: Éric Gaudibert, Schweizer Komponist (* 1936)
- 29. Juni: Peter Kurt Burkowitz, deutscher Tontechniker (* 2020)
- 30. Juni: Ivan Sekyra, tschechischer Gitarrist (* 1953)
- 30. Juni: Yomo Toro, puerto-ricanischer Musiker (* 1933)

### Juli
- 01. Juli: Evelyn Lear, US-amerikanische Opernsängerin (* 1926)
- 01. Juli: Fritz Pauer, österreichischer Jazzpianist (* 1943)
- 01. Juli: Margot Werner, österreichische Tänzerin und Sängerin (* 1937)
- 02. Juli: Boris Tewlin, sowjetischer bzw. russischer Chorleiter und Hochschullehrer (* 1931)
- 04. Juli: Benedetto Ghiglia, italienischer Filmkomponist (* 1921)
- 05. Juli: Ben Kynard, US-amerikanischer Jazzmusiker (* 1920)
- 06. Juli: Rob Pronk, niederländischer Jazzmusiker (* 1928)
- 07. Juli: José Roberto Bertrami, brasilianischer Musiker (* 1946)
- 07. Juli: KMG the Illustrator, US-amerikanischer Rapper
- 07. Juli: Paul Ponnudorai, malaysischer Musiker (* 1961)
- 08. Juli: Lionel Batiste, US-amerikanischer Musiker (* 1931)
- 09. Juli: Dino Cassio, italienischer Schauspieler und Sänger (* 1934)
- 09. Juli: Lol Coxhill, britischer Saxophonist (* 1932)
- 09. Juli: Tim Cross, britischer Musiker und Komponist (* 1955)
- 09. Juli: Edwin Duff, australischer Sänger (* 1928)
- 09. Juli: Dennis Flemion, US-amerikanischer Rockmusiker (* 1955)
- 10. Juli: Marie Ellington, US-amerikanische Sängerin (* 1922)
- 10. Juli: Marian Filar, polnisch-US-amerikanischer Pianist (* 1917)
- 10. Juli: Viktor Suslin, russischer Komponist (* 1942)
- 12. Juli: Franco Reitano, italienischer Musiker und Komponist (* 1942)
- 12. Juli: Takayoshi Matsunaga, japanischer Bassist (* 1958)
- 13. Juli: Bucky Adams, kanadischer Jazzsaxophonist und Bandleader (* 1937)
- 13. Juli: Ingo Bellmann, tschechischer Gitarrist (* 1949)
- 13. Juli: Maurice Davis, US-amerikanischer Trompeter (* 1941)
- 13. Juli: Leda Valladares, argentinische Sängerin, Komponistin und Dichterin (* 1919)
- 14. Juli: Norbert Berger, deutscher Schlagersänger (* 1948)
- 14. Juli: Marcel Curuchet, uruguayischer Musiker (* 1971 oder 1972)
- 14. Juli: Victor Gaskin, US-amerikanischer Jazzmusiker (* 1934)
- 14. Juli: Rolf Gildenast, deutscher Tänzer, Choreograph und Lyriker (* 1965)
- 16. Juli: Bob Babbitt, US-amerikanischer Musiker (* 1937)
- 16. Juli: Kostas Klavas, griechischer Komponist (* 1934)
- 16. Juli: Ed Lincoln, brasilianischer Musiker (* 1932)
- 16. Juli: Jon Lord, britischer Musiker (* 1941)
- 16. Juli: Kitty Wells, US-amerikanische Countrysängerin (* 1919)
- 17. Juli: İlhan Mimaroğlu, türkischer Musikjournalist, Komponist und Musikproduzent (* 1926)
- 17. Juli: Jody Sandhaus, US-amerikanische Jazzsängerin (* 1951)
- 18. Juli: Birger Heymann, deutscher Musiker (* 1943)
- 18. Juli: Ramona Scott, US-amerikanische Musikerin (* 1969)
- 19. Juli: Carlos Hayre, peruanischer Gitarrist (* 1932)
- 21. Juli: Marcos Roberto, brasilianischer Musiker (* 1941)
- 23. Juli: Franco Andolfo, italienisch-österreichischer Schlagersänger (* 1938)
- 23. Juli: Graham Jackson, britischer Dirigent (* 1967)
- 24. Juli: Larry Hoppen, US-amerikanischer Musiker und Schallplattenproduzent (* 1951)
- 24. Juli: Mavelikkara Velukkutty Nair, indischer Musiker (* 1926)
- 26. Juli: Don Bagley, US-amerikanischer Jazzbassist (* 1927)
- 27. Juli: Darryl Cotton, australischer Sänger, Schauspieler und Moderator (* 1949)
- 27. Juli: Tony Martin, US-amerikanischer Sänger und Schauspieler (* 1913)
- 28. Juli: Colin Horsley, neuseeländisch-britischer Konzertpianist und Musikdozent (* 1920)
- 28. oder 29. Juli: Christa Williams, deutsche Schlagersängerin (* 1926)
- 29. Juli: Osvaldo Fattoruso, uruguayischer Musiker (* 1948)
- 30. Juli: Bill Doss, US-amerikanischer Sänger (* 1968)
- 30. Juli: Ulrike Hessler, deutsche Opernintendantin (* 1955)
- 31. Juli: César Amaro, uruguayischer Musiker (* 1948)
- 31. Juli: Lucio Quarantotto, italienischer Songwriter (* 1957)
- 31. Juli: Eduardo Quesada, argentinischer Sänger (* 1942)
- 31. Juli: Tony Sly, US-amerikanischer Sänger (* 1970)

### August
- 01. August: Viktor Jakovčić, jugoslawischer bzw. serbischer Cellist und Hochschullehrer (* 1931)
- 02. August: Jimmy Jones, US-amerikanischer Sänger (* 1937)
- 02. August: Marguerite Piazza, US-amerikanische Sängerin (* 1920)
- 02. August: Tomasz Szukalski, polnischer Saxophonist und Komponist (* 1947)
- 02. August: Mihaela Ursuleasa, rumänische Pianistin (* 1978)
- 03. August: Severino Araújo, brasilianischer Musiker und Komponist (* 1917)
- 04. August: Johnnie Bassett, US-amerikanischer Jazzmusiker (* 1935)
- 04. August: Jason Noble, US-amerikanischer Musiker (* 1974)
- 05. August: Stephen Hill, US-amerikanischer Gospelsänger (* 1956)
- 05. August: Chavela Vargas, mexikanische Sängerin (* 1919)
- 06. August: Celso Blues Boy, brasilianischer Singer-Songwriter und Gitarrist (* 1956)
- 06. August: Richard Cragun, US-amerikanischer Tänzer (* 1944)
- 06. August: Marvin Hamlisch, US-amerikanischer Komponist (* 1944)
- 06. August: Polys Kermanidis, griechischer Sänger (* 1935)
- 06. August: Ruggiero Ricci, US-amerikanischer Violinist (* 1918)
- 07. August: Karl Helm, deutscher Opernsänger (* 1938)
- 07. August: Ranking Trevor, jamaikanischer Musiker (* 1960)
- 08. August: Jairo Varela, kolumbianischer Musiker (* 1949)
- 08. August: Magro Waghabi, brasilianischer Musiker (* 1943)
- 09. August: Carl Davis, US-amerikanischer Musikproduzent (* 1934)
- 09. August: Milan Uherek, tschechischer Chorleiter und Komponist (* 1925)
- 11. August: Carlo Curley, US-amerikanischer Organist und Schauspieler (* 1952)
- 11. August: Ed Doemland, US-amerikanischer Komponist, Organist, Jazzpianist und Perkussionist (* 1938)
- 11. August: Von Freeman, US-amerikanischer Jazz-Musiker (* 1923)
- 12. August: Heinrich Schlüter, deutscher Dirigent, Musikoffizier der Bundeswehr (* 1917)
- 14. August: Lucius Reichling, deutscher Musiker (* 1949)
- 15. August: Robert Birch, US-amerikanischer Musiker (* 1956)
- 15. August: Altamiro Carrilho, brasilianischer Komponist, Dirigent und Flötist (* 1924)
- 17. August: Robert Kretzschmar, deutscher Saxophonist (* 1961)
- 17. August: Norbert Zeilberger, österreichischer Organist, Cembalist und Pianist (* 1969)
- 18. August: El Curro, US-amerikanischer Flamenco-Gitarrist (* 1933)
- 18. August: Scott McKenzie, US-amerikanischer Sänger (* 1939)
- 18. August: Hans-Ludwig Schilling, deutscher Komponist (* 1927)
- 21. August: Flavio Ambrosetti, Schweizer Jazzmusiker und Maschinenfabrikant (* 1919)
- 23. August: Charles Flores, kubanischer Musiker (* 1970)
- 23. August: Byard Lancaster, US-amerikanischer Jazzmusiker (* 1942)
- 23. August: Marlise Wendels, deutsche Opernsängerin (* 1923)
- 24. August: Werner Braun, deutscher Musikwissenschaftler (* 1926)
- 25. August: Wolfgang Matkowitz, deutscher Chorleiter und Hörfunkredakteur (* 1937)
- 30. August: Bernardo Bonezzi, spanischer Filmkomponist (* 1964)
- 30. August: Franz Olschowsky, deutscher Operndirektor (* 1937)
- 31. August: Alan M. Kriegsman, US-amerikanischer Tanzkritiker (* 1928)

### September
- 01. September: Sean Bergin, südafrikanischer Jazzmusiker (* 1948)
- 01. September: Hal David, US-amerikanischer Songtexter (* 1921)
- 01. September: Georges Delagaye, belgischer Posaunist (* 1937)
- 02. September: Mark Abrahamian, US-amerikanischer Gitarrist (* 1966)
- 02. September: John C. Marshall, britischer Jazz- und Bluesgitarrist (* 1941)
- 02. September: Alex Merck, deutscher Fusionmusiker, Autor und Musikproduzent (* 1956)
- 02. September: Emmanuel Nunes, portugiesischer Komponist (* 1941)
- 02. September: Rudolf Scholz, österreichischer Organist und Musikpädagoge (* 1933)
- 03. September: Jean Fanis, belgischer Jazzpianist (* 1924)
- 03. September: Piero Farulli, italienischer Violinist (* 1920)
- 04. September: Gion Antoni Derungs, Schweizer Komponist (* 1935)
- 04. September: Lala Kovačev, jugoslawischer bzw. serbischer Jazzmusiker (* 1939)
- 04. September: Lil JoJo, US-amerikanischer Rapper (* 1994)
- 05. September: Joe South, US-amerikanischer Sänger und Komponist (* 1940)
- 07. September: Ángel Muñoz-Alonso López, spanischer Musiker (* 1955)
- 07. September: Irving Heller, US-amerikanisch-kanadischer Pianist und Musikpädagoge (* 1921)
- 09. September: Günter Discher, deutscher Musikhistoriker (* 1925)
- 13. September: Obo Addy, ghanaischer Musiker (* 1936)
- 13. September: William Duckworth, US-amerikanischer Komponist (* 1943)
- 13. September: Bruno Tosi, italienischer Journalist und Musikkritiker (* 1937)
- 15. September: James „Sugar Boy“ Crawford, US-amerikanischer R&B-Sänger und Songwriter (* 1934)
- 15. September: Pucho López, kubanischer Pianist, Komponist, Arrangeur und Produzent (* 1956)
- 15. September: Pascual Mamone, argentinischer Bandoneonist, Arrangeur, Bandleader und Tangokomponist (* 1921)
- 17. September: Manfred Praeker, deutscher Bassist und Musikproduzent (* 1951)
- 17. September: Manuel Troncoso, dominikanischer Komponist (* 1927)
- 18. September: Luís Goes, portugiesischer Musiker (* 1933)
- 19. September: Mat Domber, US-amerikanischer Musikproduzent (* 1928)
- 20. September: Jimmy Walter, französischer Pianist, Arrangeur und Komponist (* 1930)
- 21. September: José Curbelo, US-amerikanischer Pianist und Bandleader (* 1917)
- 21. September: Patrick Saussois, französischer Gitarrist (* 1954)
- 23. September: Andrzej Chłopecki, polnischer Musikwissenschaftler und -kritiker (* 1950)
- 23. September: Manny Fox, US-amerikanischer Musikproduzent (* 1935)
- 23. September: Karl Michael Komma, deutscher Komponist und Musik-Publizist (* 1913)
- 25. September: Billy Barnes, US-amerikanischer Komponist und Liedtexter (* 1927)
- 25. September: Neşet Ertaş, türkischer Musiker (* 1938)
- 25. September: Andy Williams, US-amerikanischer Sänger und Entertainer (* 1927)
- 27. September: R. B. Greaves, US-amerikanischer Sänger und Songwriter (* 1943)
- 27. September: Hans Hindpere, estnischer Komponist (* 1928)
- 27. September: Uldis Stabulnieks, litauischer Pianist und Sänger (* 1946)
- 27. September: Frank Wilson, US-amerikanischer Sänger und Musikproduzent (* 1940)
- 28. September: Eddie Bert, US-amerikanischer Jazzposaunist (* 1922)
- 28. September: Jacky June, belgischer Jazzmusiker und Bandleader (* 1924)
- 29. September: Hebe Camargo, brasilianische Fernsehmoderatorin, Schauspielerin und Sängerin (* 1929)
- 30. September: Walter Dicks, deutscher Opernsänger (* 1913)

### Oktober
- 01. Oktober: Daniel D. Harris, US-amerikanischer Gitarrist und Schauspieler (* 1947)
- 02. Oktober: Big Jim Sullivan, britischer Gitarrist (* 1941)
- 03. Oktober: Francis Burt, britischer Komponist (* 1926)
- 03. Oktober: Jacky Samson, französischer Jazzmusiker (* 1940)
- 04. Oktober: Paul Kelly, US-amerikanischer Soul- und R&B-Sänger (* 1940)
- 05. Oktober: Eduard Mirsojan, armenischer Komponist (* 1921)
- 05. Oktober: Wladimir Zytowitsch, russischer Komponist (* 1931)
- 07. Oktober: Claude Létourneau, kanadischer Geiger und Musikpädagoge (* 1924)
- 08. Oktober: John Tchicai, dänischer Saxophonist (* 1936)
- 09. Oktober: Eddie Harvey, britischer Jazzmusiker (* 1925)
- 09. Oktober: Sammi Kane Kraft, US-amerikanische Schauspielerin, Musikerin und Baseballspielerin (* 1992)
- 09. Oktober: Theo Olof, niederländischer Violinist (* 1924)
- 10. Oktober: Bill Brimfield, US-amerikanischer Jazz-Trompeter (* 1938)
- 10. Oktober: Nils Koppruch, deutscher Singer-Songwriter (* 1965)
- 11. Oktober: Frank Alamo, französischer Sänger (* 1941)
- 11. Oktober: Erik Moseholm, dänischer Jazzmusiker (* 1930)
- 12. Oktober: Geraldine Mucha, britisch-tschechische Komponistin (* 1917)
- 14. Oktober: Branko Črnac-Tusta, jugoslawischer bzw. kroatischer Punkmusiker (* 1955)
- 15. Oktober: Paul Biste, deutscher Musiker. Komponist und Arrangeur (* 1925)
- 16. Oktober: Bob Dartsch, belgischer Jazzmusiker (* 1944)
- 17. Oktober: Jean-François Canape, französischer Musiker (* 1945)
- 17. Oktober: Tadeusz Chmielewski, polnischer Pianist und Musikpädagoge (* 1941)
- 17. Oktober: László Komár, ungarischer Sänger (* 1944)
- 17. Oktober: Bertie Marshall, trinidadischer Musiker (* 1936)
- 18. Oktober: Borah Bergman, US-amerikanischer Improvisationsmusiker (* 1933)
- 18. Oktober: Dorothy Carless, britische Jazz- und Popmusikerin (Gesang, Piano) und Schauspielerin (* 1916)
- 18. Oktober: David S. Ware, US-amerikanischer Saxophonist (* 1949)
- 19. Oktober: Heinz Bernhard Orlinski, deutscher Komponist und Organist (* 1928)
- 19. Oktober: Joan Saura, spanischer Musiker (* 1954)
- 19. Oktober: Else Stock-Hug, deutsche Pianistin (* 1920)
- 20. Oktober: Przemysław Gintrowski, polnischer Musiker (* 1951)
- 22. Oktober: Gabrielle Roth, US-amerikanische Tänzerin, Tanzlehrerin und Musikerin (* 1941)
- 23. Oktober: Michael Marra, schottischer Sänger und Songwriter (* 1952)
- 24. Oktober: Bill Dees, US-amerikanischer Songautor (* 1939)
- 25. Oktober: Josep Viader i Moliné, katalanischer Komponist, Dirigent, vielseitiger Instrumentalist und Musikpädagoge (* 1917)
- 25. Oktober: Joop Stokkermans, niederländischer Komponist (* 1937)
- 26. Oktober: Natina Reed, US-amerikanische Sängerin (* 1980)
- 26. Oktober: Félix del Rosario, dominikanischer Musiker und Bandleader (* 1934)
- 27. Oktober: Terry Callier, US-amerikanischer Gitarrist, Sänger und Komponist (* 1945)
- 27. Oktober: Joe Cinderella, US-amerikanischer Jazzgitarrist (* 1927)
- 27. Oktober: Hans Werner Henze, deutscher Komponist (* 1926)
- 27. Oktober: Nada Ruždjak, jugoslawische bzw. kroatische Opernsängerin (* 1934)
- 28. Oktober: Sophie Hecquet, französische Chansonsängerin und Hörfunkmoderatorin (* 1944)
- 30. Oktober: Birger Corleis, deutscher Musiker und Musikpädagoge (* 1955)
- 31. Oktober: Jacques Diéval, französischer Jazzpianist (* 1921)

### November
- 01. November: Mitch Lucker, US-amerikanischer Sänger (* 1984)
- 02. November: Ray Pitts, US-amerikanischer Jazzmusiker (* 1932)
- 03. November: Carmélia Alves, brasilianische Sängerin (* 1923)
- 03. November: Anne-Lise Berntsen, norwegische Opernsängerin (* 1943)
- 04. November: Ted Curson, US-amerikanischer Trompeter (* 1935)
- 05. November: Elliott Carter, US-amerikanischer Komponist (* 1908)
- 06. November: Hetty Blok, niederländische Schauspielerin und Sängerin (* 1920)
- 06. November: Carmen Martínez Sierra, spanische Schauspielerin und Sängerin (* 1904)
- 07. November: Miggy, niederländische Sängerin (* 1961)
- 07. November: Richard Robbins, US-amerikanischer Filmkomponist (* 1940)
- 08. November: Peter Kuhlmann, deutscher Musiker (* 1960)
- 08. November: Ian Pearce, australischer Jazzpianist (* 1921)
- 09. November: Major Harris, US-amerikanischer Soul-Sänger (* 1947)
- 10. November: Jochen Ulrich, deutscher Choreograf (* 1944)
- 12. November: Bob French, US-amerikanischer Schlagzeuger und Radiomoderator (* 1938)
- 14. November: Martin Fay, irischer Musiker (* 1936)
- 14. November: Branko Marušić, jugoslawischer Sänger (* 1937)
- 15. November: Maxim Saury, französischer Jazzmusiker und Bandleader (* 1928)
- 15. November: Frode Thingnæs, norwegischer Musiker und Komponist (* 1940)
- 17. November: Ilija Argirow, bulgarischer Sänger (* 1931)
- 17. November: Martin Schwab, deutscher Volksmusikant (* 1926)
- 18. November: Bambus-Klaus, deutscher Schlagersänger (* 1956)
- 18. November: Stan Greig, britischer Jazzmusiker und Bandleader (* 1930)
- 19. November: Pete LaRoca, US-amerikanischer Jazz-Schlagzeuger (* 1938)
- 20. November: Peter Koch, deutscher Musikpädagoge und Komponist (* 1925)
- 21. November: Mladen Bašić, jugoslawischer Dirigent (* 1917)
- 21. November: Austin Peralta, US-amerikanischer Jazzpianist (* 1990)
- 21. November: Shoshana Rudiakov, lettische klassische Pianistin und Musikpädagogin (* 1948)
- 22. November: Paul Shyvers, englischer Regisseur von Live-Musikvideos (* 1970)
- 22. November: Elisabeth Verlooy, belgische Opernsängerin (Sopran) (* 1933)
- 23. November: Jo Steinebach, deutscher Rock- und Countrymusiker, Musikproduzent und Komponist (* 1955)
- 24. November: Chris Stamp, britischer Musikproduzent und -manager (* 1942)
- 25. November: Juan Carlos Calderón, spanischer Songwriter und Musiker (* 1938)
- 25. November: Earl Carroll, US-amerikanischer Sänger (* 1937)
- 25. November: Simeon ten Holt, niederländischer Komponist (* 1923)
- 26. November: Theo Brandmüller, deutscher Komponist (* 1948)
- 27. November: Mickey Baker, US-amerikanischer Jazzmusiker (* 1925)
- 28. November: Gloria Davy, US-amerikanische Opernsängerin (* 1931)
- 28. November: Franco Ventriglia, US-amerikanischer Opernsänger (* 1922)
- 29. November: Gerlinde Haid, österreichische Volksmusikforscherin (* 1943)
- 29. November: Marie-Jacques Perrier, französische Journalistin und Sängerin (* 1924)
- 30. November: Kélétigui Diabaté, malischer Musiker (* 1931)
- 30. November: Alvy West, US-amerikanischer Jazzmusiker, Komponist, Arrangeur and Bandleader (* 1915)

### Dezember
- 01. Dezember: Siegfried Koesler, deutscher Kirchenmusiker und Domkapellmeister (* 1937)
- 02. Dezember: Maria Fołtyn, polnische Opernsängerin und -direktorin (* 1924 oder 1925)
- 03. Dezember: Peter Kiesewetter, deutscher Komponist (* 1945)
- 03. Dezember: Hermann Klemeyer, deutscher Flötist und Hochschullehrer (* 1943)
- 03. Dezember: Jeroen Willems, niederländischer Schauspieler und Sänger (* 1962)
- 04. Dezember: Jonathan Harvey, britischer Komponist (* 1939)
- 05. Dezember: Dave Brubeck, US-amerikanischer Jazzpianist (* 1920)
- 05. Dezember: Sarah Kirsch, US-amerikanische Musikerin (* unbekannt)
- 06. Dezember: Ed Cassidy, US-amerikanischer Schlagzeuger (* 1923)
- 06. Dezember: Huw Lloyd-Langton, britischer Gitarrist (* 1951)
- 07. Dezember: Jeni LeGon, US-amerikanische Tänzerin (* 1916)
- 08. Dezember: Günther Klatt, deutscher Jazzmusiker, Maler und Bildhauer (* 1957)
- 08. Dezember: Hal Schaefer, US-amerikanischer Jazzmusiker und Filmkomponist (* 1925)
- 09. Dezember: Jenni Rivera, mexikanisch-amerikanische Sängerin (* 1969)
- 09. Dezember: Charles Rosen, US-amerikanischer Pianist und Musiktheoretiker (* 1927)
- 10. Dezember: Lisa della Casa, Schweizer Opernsängerin (* 1919)
- 11. Dezember: Toni Blankenheim, deutscher Opernsänger (* 1921)
- 11. Dezember: Ravi Shankar, indischer Musiker und Komponist (* 1920)
- 11. Dezember: Galina Wischnewskaja, russische Opernsängerin (* 1926)
- 12. Dezember: DJ Pierre, deutscher Techno-Musiker (* 1974)
- 13. Dezember: Georges Bellec, französischer Sänger (* 1918)
- 13. Dezember: Eddie Burns, US-amerikanischer Bluesmusiker (* 1928)
- 13. Dezember: Gil Friesen, US-amerikanischer Musikmanager und Filmproduzent (* 1937)
- 13. Dezember: Otto Ketting, niederländischer Komponist (* 1935)
- 14. Dezember: Alida Chelli, italienische Sängerin und Schauspielerin (* 1943)
- 15. Dezember: Dick Hafer, US-amerikanischer Jazz-Saxophonist (* 1927)
- 15. Dezember: Carl Riha, österreichischer Opernregisseur (* 1923)
- 17. Dezember: Mélomé Clément, beninischer Musiker (* 1944)
- 17. Dezember: Asita Hamidi, Schweizer Musikerin (* 1961)
- 19. Dezember: Inez Andrews, US-amerikanische Gospelsängerin (* 1929)
- 19. Dezember: Ken Chaney, US-amerikanischer Jazzpianist (* 1938)
- 20. Dezember: Gilbert Klien, österreichischer Komponist und Pianist (* 1929)
- 20. Dezember: Jimmy McCracklin, US-amerikanischer Bluesmusiker (* 1921)
- 20. Dezember: Wiktor Merschanow, russischer Pianist (* 1919)
- 20. Dezember: Italia Vaniglio, italienische Sängerin (* 1926)
- 21. Dezember: Lee Dorman, US-amerikanischer Musiker (* 1942)
- 22. Dezember: Hans Samer, österreichischer Musiker (* 1948)
- 22. Dezember: Mike Scaccia, US-amerikanischer Musiker (* 1965)
- 22. Dezember: Mira Wanting, dänische Schauspielerin (* 1978)
- 22. Dezember: Marva Whitney, US-amerikanische Sängerin (* 1944)
- 23. Dezember: Klaus Stolberg, deutscher Musiker und Hochschullehrer (* 1944)
- 24. Dezember: Richard Rodney Bennett, britischer Komponist (* 1936)
- 24. Dezember: Frank Christian, US-amerikanischer Gitarrist und Songwriter (* 1952)
- 24. Dezember: Ray Collins, US-amerikanischer Sänger (* 1936)
- 25. Dezember: Peter Ebert, deutsch-britischer Opernregisseur (* 1918)
- 25. Dezember: Juri Kravets, ukrainischer Akkordeonist (* 1957)
- 26. Dezember: Fontella Bass, US-amerikanische Sängerin (* 1940)
- 27. Dezember: Augusto Bracca, venezolanischer Folk-Musiker (* 1918)
- 27. Dezember: Lloyd Charmers, jamaikanischer Sänger, Musiker, Komponist und Musikproduzent (* 1946)
- 29. Dezember: Mike Auldridge, US-amerikanischer Bluegrass-Musiker (* 1938)
- 29. Dezember: Eckehard Kiem, deutscher Musiktheoretiker und Komponist (* 1950)
- 29. Dezember: Sergio Liñán „El Afinaito“, kolumbianischer Sänger (* 1976)

### Genaues Todesdatum unbekannt
- Gonxhe Manaku, albanische Volkssängerin (* 1921)
- Vinnie Roslin, US-amerikanischer Bassist (* 1947)
- Wolfgang Schumann, deutscher Dirigent und Komponist (* 1927)
- Jill Walsh, US-amerikanische Pop- und Jazzsängerin und Songwriterin (* 1965)